# Liste der Biografien/Mih–Mik
Liste der Biografien |
Portal Biografien |
Personensuche
# |
A |
B |
C |
D |
E |
F |
G |
H |
I |
J |
K |
L |
M |
N |
O |
P |
Q |
R |
S |
T |
U |
V |
W |
X |
Y |
Z |
?
 
Ma |
Mb |
Mc |
Md |
Me |
Mf |
Mg |
Mh |
Mi |
Mj |
Mk |
Ml |
Mm |
Mn |
Mo |
Mp |
Mq |
Mr |
Ms |
Mt |
Mu |
Mv |
Mw |
Mx |
My |
Mz
 
Mia |
Mib |
Mic |
Mid |
Mie |
Mif |
Mig |
Mih–Mik |
Mil |
Mim |
Min |
Mio |
Mip |
Miq |
Mir |
Mis |
Mit |
Miu |
Miv |
Miw |
Mix |
Miy |
Miz
Die Liste der Biografien führt alle Personen auf, die in der deutschsprachigen Wikipedia einen Artikel haben. Dieses ist eine Teilliste mit 623 Einträgen von Personen, deren Namen mit den Buchstaben „Mih“ – „Mik“ beginnt.

## Mih–Mik

### Mih
- Mihăescu, Alexandru (* 1980), rumänischer Schauspieler
- Mihăescu, Eugen (* 1937), rumänischer Politiker und MdEP für Rumänien
- Mihai, Aurelia (* 1968), rumänische Videokünstlerin und Hochschullehrerin
- Mihai, Dorina (* 1981), rumänische Säbelfechterin
- Mihai, Florența (1955–2015), rumänische Tennisspielerin
- Mihai, Nicolae (1925–1999), rumänischer Politiker (PCR), Staatssekretär und Botschafter
- Mihai, Paulina (* 1949), deutsch-rumänische Künstlerin
- Mihail, Diana Maria (* 2000), rumänische Tennisspielerin
- Mihail, Gheorghe (1887–1982), rumänischer Generalleutnant im Zweiten Weltkrieg
- Mihăilă, Ana Bianca (* 1996), rumänische Tennisspielerin
- Mihăilă, Valentin (* 2000), rumänischer Fußballspieler
- Mihăileanu, Radu (* 1958), rumänisch-französischer FilmregisseurRadu Mihăileanu (* 1958)

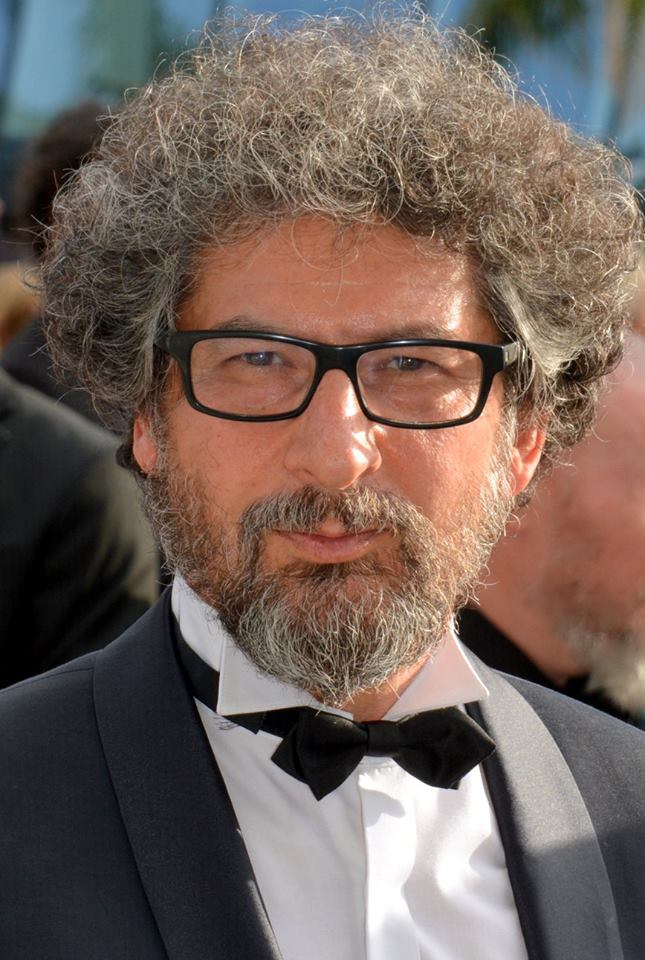
Radu Mihăileanu (* 1958)

- Mihailescu, Andrei (* 1965), schweizerisch-rumänischer Schriftsteller
- Mihăilescu, Ion (* 1916), rumänischer Fußballspieler und -trainer
- Mihăilescu, Preda (* 1955), rumänischer Mathematiker
- Mihăilescu, Sorin (1898–1959), rumänischer Rugbyspieler
- Mihăilescu-Brăila, Ștefan (1925–1996), rumänischer Schauspieler
- Mihailovic, Djordje (* 1998), US-amerikanischer Fußballspieler
- Mihailović, Dragoslav (1930–2023), serbischer (jugoslawischer) Prosaschriftsteller, Dramatiker, Drehbuchautor und Essayist
- Mihailović, Draža (1893–1946), jugoslawischer Offizier und Tschetnik-FührerDraža Mihailović (1893–1946)

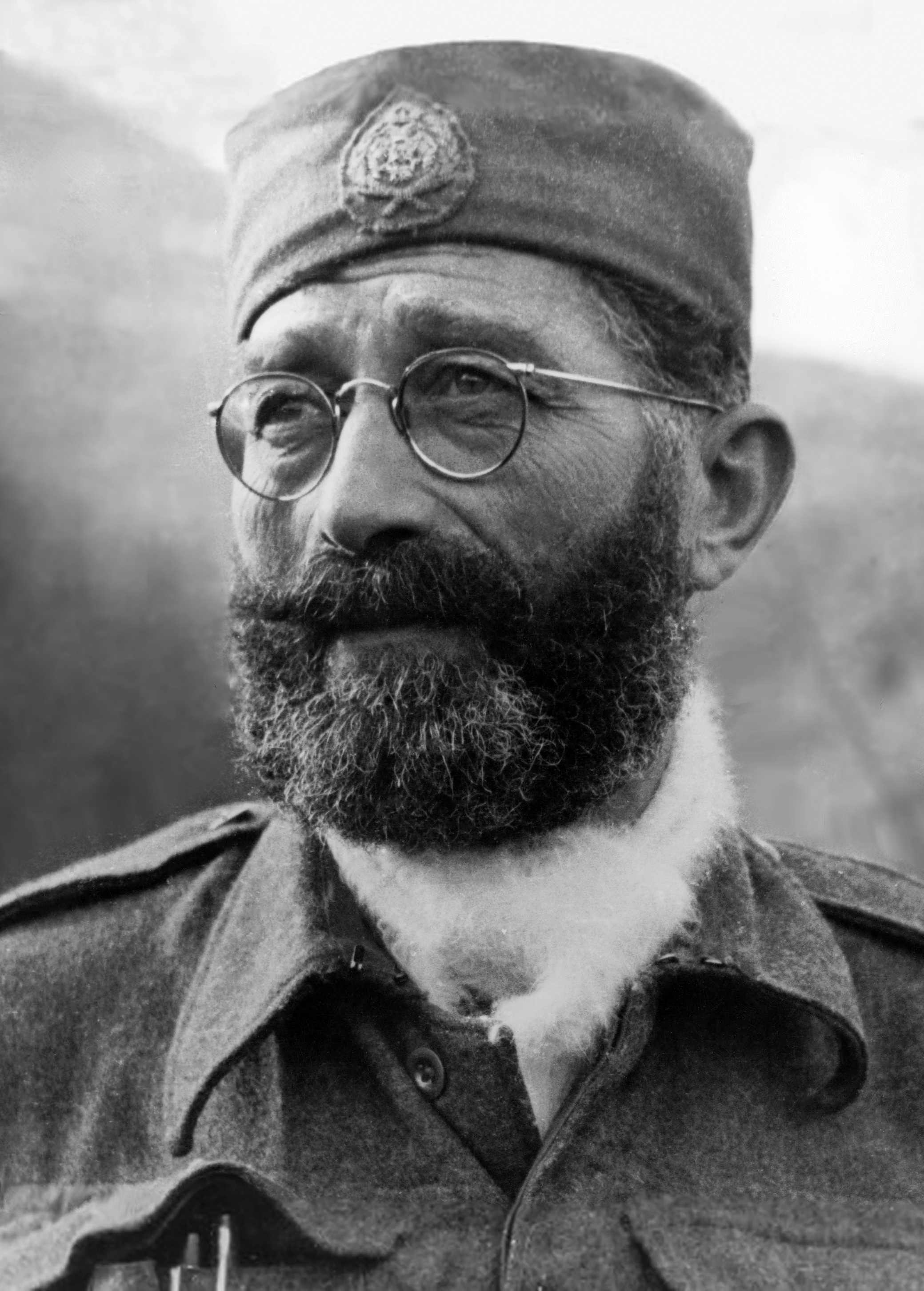
Draža Mihailović (1893–1946)

- Mihailović, Vladimir (* 1990), montenegrinischer Basketballspieler
- Mihailović, Zoran (* 1996), serbischer Fußballspieler
- Mihaj, Enea (* 1998), albanischer Fußballspieler
- Mihajlo Krešimir II. († 969), Mitglied der Trpimirović-Dynastie
- Mihajlov, Mihajlo (1934–2010), jugoslawisch-serbischer Dissident, Menschenrechtsaktivist und Publizist
- Mihajlov, Miloš (* 1982), serbischer Fußballspieler
- Mihajlov, Stefan (* 2001), serbischer Sprinter
- Mihajlović, Brankica (* 1991), serbische Volleyballspielerin bosnischer Herkunft
- Mihajlović, Dragan (* 1991), Schweizer Fußballspieler
- Mihajlović, Dragoslav (1906–1978), jugoslawischer Fußballspieler
- Mihajlović, Dušan (* 1948), serbischer Politiker
- Mihajlović, Egon (* 1972), slowenischer Cembalist
- Mihajlović, Jasmina (* 1960), serbische Schriftstellerin und Literaturkritikerin
- Mihajlović, Lidija (* 1968), serbische Sportschützin
- Mihajlović, Nemanja (* 1996), serbischer Fußballspieler
- Mihajlović, Radmilo (* 1964), jugoslawischer Fußballspieler
- Mihajlović, Radomir (* 1950), jugoslawischer bzw. serbischer Gitarrist und Mitgründer der Band Smak
- Mihajlović, Siniša (1969–2022), serbischer Fußballspieler und -trainerSiniša Mihajlović (1969–2022)

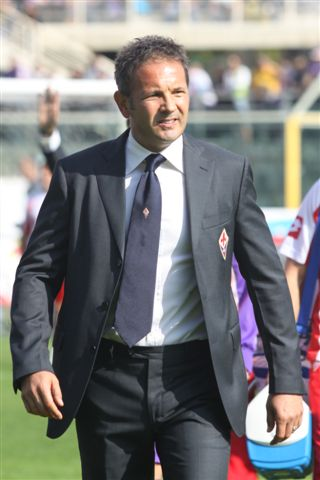
Siniša Mihajlović (1969–2022)

- Mihajlovic, Slobodan (* 1997), österreichischer Fußballspieler
- Mihajlović, Zorana (* 1970), serbische Wirtschaftswissenschaftlerin und Politikerin
- Mihal, Dsjanis (* 1985), belarussischer Ruderer
- Mihalache, Dan (* 1971), rumänischer Politiker, MdEP
- Mihalache, Diana (* 1990), rumänische Biathletin
- Mihalache, Magda (* 1981), rumänische Tennisspielerin
- Mihalache, Maria (* 2003), rumänische Sprinterin
- Mihalache, Sore (* 1989), rumänische Schauspielerin und Dance- und Pop-Sängerin
- Mihalák, Lukáš (1908–1988), tschechoslowakischer Skilangläufer
- Mihalcea, Adrian (* 1976), rumänischer Fußballspieler
- Mihalcea, Gabriela (* 1964), rumänische Stabhochspringerin
- Mihalčišin, Adrian (* 1954), slowenischer Schachspieler ukrainischer Herkunft
- Mihalek, Josef, ungarischer Fußballspieler
- Mihalek, Zsuzsa (* 1966), ungarische Szenenbildnerin
- Mihali, Gheorghe (* 1965), rumänischer Fußballspieler und -trainer
- Mihali, Qirjako (* 1929), albanischer kommunistischer Politiker
- Mihali, Romanus Elamu (* 1969), tansanischer römisch-katholischer Geistlicher, Bischof von Iringa
- Mihali, Victor (1841–1918), rumänischer Priester, Erzbischof von Făgăraș und Alba Iulia, Bischof von Lugoj
- Mihalić, Franjo (1920–2015), jugoslawischer Leichtathlet
- Mihalic, Irene (* 1976), deutsche Politikerin (Bündnis 90/Die Grünen), MdBIrene Mihalic (* 1976)

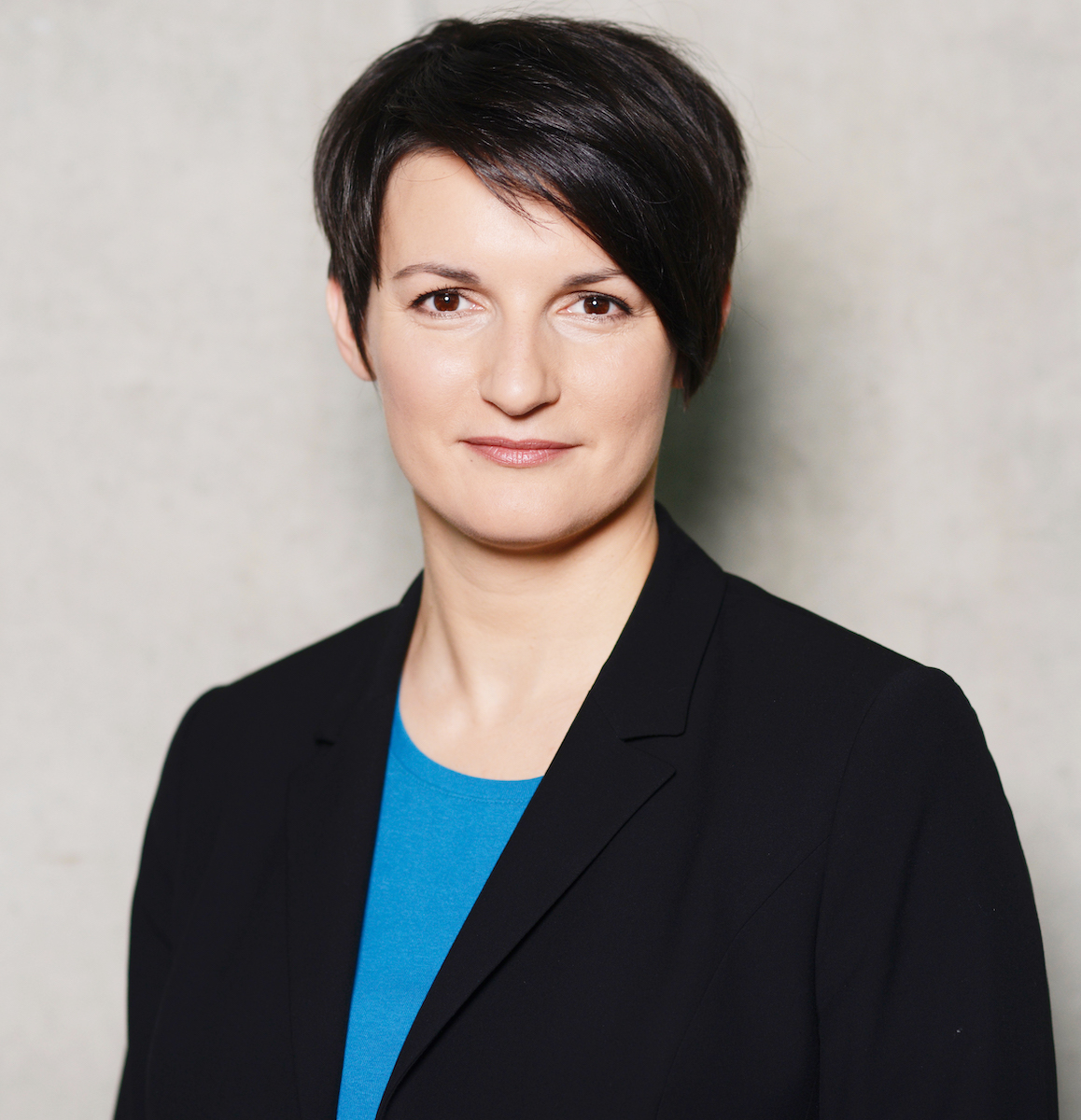
Irene Mihalic (* 1976)

- Mihalics, Patricia (* 1996), österreichische Handballspielerin
- Mihalik, Enikő (* 1987), ungarisches Model
- Mihálik, Vladimír (* 1987), slowakischer Eishockeyspieler
- Mihalíková, Tereza (* 1998), slowakische Tennisspielerin
- Mihalinec Zidar, Maja (* 1989), slowenische Sprinterin
- Mihaljević, Filip (* 1992), kroatischer Fußballspieler
- Mihaljević, Filip (* 1994), kroatischer Kugelstoßer
- Mihaljević, Helena (* 1982), Mathematikerin und Hochschullehrerin
- Mihaljević, Ivan (* 2001), kroatischer Fußballspieler
- Mihaljica, Djuro (* 1986), österreichisch-bosnischer Fußballspieler
- Mihalović, Antun (1868–1949), kroatischer Adliger, Politiker und Staatsmann
- Mihalović, Josip (1814–1891), Kardinal-Erzbischof von Agram
- Mihalovich, Ödön (1842–1929), ungarischer Komponist
- Mihalovici, Marcel (1898–1985), rumänisch-französischer Komponist
- Mihalovicz, Hans (* 1938), deutscher Fußballspieler
- Mihály, Ákos (* 1999), ungarischer Eishockeyspieler
- Mihály, András (1917–1993), ungarischer Komponist
- Mihály, Árpád (* 1980), rumänisch-ungarischer Eishockeyspieler
- Mihály, Dénes von (1894–1953), ungarischer Physiker und Techniker
- Mihály, Ede (* 1986), rumänischer Eishockeyspieler
- Mihaly, Jo (1902–1989), deutsche Tänzerin, Schauspielerin, Dichterin, Autorin und Politikerin (KPD), MdL
- Mihály, Julia (* 1984), deutsch-ungarische Sängerin, Komponistin und Performerin
- Mihályhegyi-Witthaut, Ina-Maria (1946–1987), deutsche Künstlerin
- Mihályi, Ignác (1843–1886), ungarischer Komponist
- Mihályi, József (1889–1978), ungarisch-amerikanischer Feinmechaniker
- Mihályvári-Farkas, Viktória (* 2003), ungarische Schwimmerin
- Mihambo, Malaika (* 1994), deutsche WeitspringerinMalaika Mihambo (* 1994)

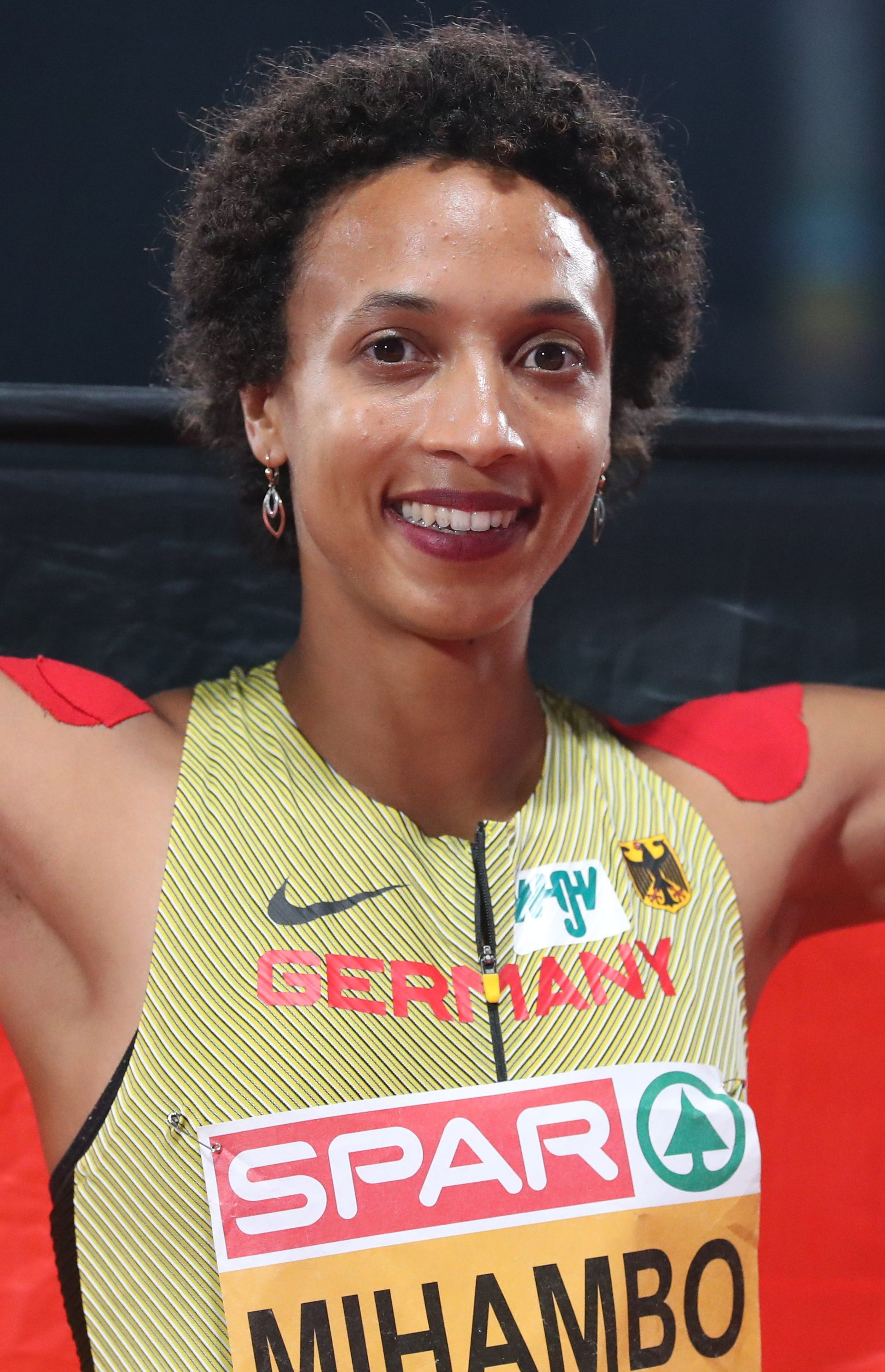
Malaika Mihambo (* 1994)

- Mihanović, Antun (1796–1861), Autor der kroatischen Nationalhymne
- Mihanovich, Nicolás (1846–1929), argentinischer Reeder
- Mihara, Hiroki (* 1978), japanischer Fußballspieler
- Mihara, Jun (1952–1995), japanische Mangaka
- Mihara, Kōhei (* 1989), japanischer Fußballspieler
- Mihara, Mai (* 1999), japanische Eiskunstläuferin
- Mihara, Masatoshi (* 1988), japanischer Fußballspieler
- Mihara, Naoki (* 1987), japanischer Fußballspieler
- Mihara, Shūma (* 2001), japanischer Fußballspieler
- Mihara, Tadashi (* 1955), japanischer Boxer
- Mihashi, Takuya (* 1992), japanischer Fußballspieler
- Mihatsch, Andreas (* 1962), deutscher Fotograf und Filmproduzent
- Mihatsch, Michael J. (* 1943), deutscher Nierenpathologe
- Mihatsch, Peter (1940–2018), deutscher Industriemanager
- Mihatsch, Wiltrud (* 1970), deutsche Romanistin
- Mihavecz, Andreas, österreichischer Mann, der 18 Tage ohne Nahrungsaufnahme überlebte
- Mihayo, Marko (1907–1995), tansanischer Geistlicher, römisch-katholischer Erzbischof von Tabora
- Mihçi, Helmi (* 1978), niederländischer Fußballspieler
- Mihelčič, Janez (* 1942), slowenischer Ordensgeistlicher, römisch-katholischer Apostolischer Administrator von Kirgisistan
- Mihelič, France (1907–1998), slowenischer Kunstmaler
- Mihelič, Rene (* 1988), slowenischer Fußballspieler
- Mihelich, Peter (* 1968), slowenischer Jazzpianist
- Mihelson, Olaf (* 1968), estnischer Biathlet
- Mihes, Julie (1786–1855), deutsche Malerin und Ordensschwester
- Mihevec, Jurij (1805–1882), Komponist
- Mihhailova, Tatjana (* 1983), estnische Popsängerin
- Mihić, Lovro (* 1994), kroatischer Handballspieler
- Mihigo, Kizito (1981–2020), ruandischer Gospelsänger, Liedermacher, Organist und Komponist geistlicher Musik
- Mihirakula, Herrscher der Alchon
- Mihkels, Madis (* 2003), estnischer Radrennfahrer
- Mihkelson, Ene (1944–2017), estnische Dichterin und Schriftstellerin
- Mihkelson, Marko (* 1969), estnischer Politiker, Mitglied des Riigikogu
- Mihlbachler, Matthew C. (* 1972), US-amerikanischer Wirbeltierpaläontologe
- Mihlendorff Freiherr von Manteuffel, Christoph Friedrich von (1727–1803), kursächsischer Major der Infanterie
- Mihm, Arend (1936–2023), deutscher Germanist
- Mihm, Chris (* 1979), US-amerikanischer Basketballspieler
- Mihm, Johann Philipp, deutscher Bildhauer des Barock
- Mihm, Kai (* 1972), deutscher Filmjournalist, Autor und Redakteur
- Mihm, Karl (1934–2021), deutscher Politiker (CDU), MdL
- Mihm, Severin (* 1991), deutscher Fußballspieler
- Mihnea I. cel Rău († 1510), Woiwode der Walachei
- Mihnea, Radu (* 1586), Herrscher des Fürstentums Walachei sowie Fürst der Moldau
- Mihoc, Gheorghe (1906–1981), rumänischer Politiker (PCdR, PMR, PCR), Mathematiker, Statistiker und Hochschullehrer
- Mihojević, Marko (* 1996), bosnisch-herzegowinischer Fußballspieler
- Mihok, Dash (* 1974), US-amerikanischer FilmschauspielerDash Mihok (* 1974)

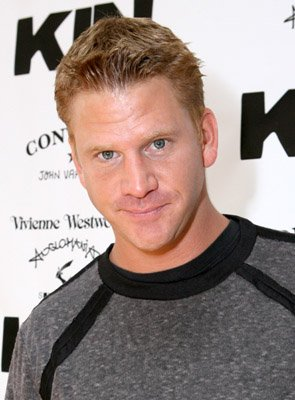
Dash Mihok (* 1974)

- Mihók, Olivér (* 1993), ungarischer Schachspieler
- Mihoková, Soňa (* 1971), slowakische Biathletin
- Miholjević, Fran (* 2002), kroatischer Radrennfahrer
- Miholjević, Hrvoje (* 1979), kroatischer Radrennfahrer
- Miholjević, Vladimir (* 1974), kroatischer Radrennfahrer
- Mihoubi, Azzedine (* 1959), algerischer Journalist, Autor und Politiker
- Mihoubi, Hemza (* 1986), algerisch-französischer Fußballspieler
- Mihr, Anja (* 1969), deutsche Politikwissenschaftlerin und Menschenrechte Forscherin
- Mihr, Karl-Heinrich (* 1935), deutscher Betriebsrat und Politiker (SPD), MdEP
- Mihr-Mihroe († 554), persischer General
- Mihr-Narseh, Politiker und General im Sassanidenreich
- Mihri Müşfik Hanım (1886–1954), osmanisch-türkische Künstlerin
- Mihrimah Sultan († 1578), osmanische PrinzessinMihrimah Sultan († 1578)

Mihrimah Sultan († 1578)

- Mihrişah Sultan († 1805), Gemahlin des osmanischen Sultans Mustafa III., Valide Sultan
- Mihuleac, Cătălin (* 1960), rumänischer Schriftsteller
- Mihułka-Petru, Joanna (* 1978), polnische Politikerin
- Mihulová, Alena (* 1965), tschechische Schauspielerin
- Mihura, Miguel (1905–1977), spanischer Schriftsteller
- Mihuț, Liana (* 1958), rumänische Tischtennisspielerin
- Mihuțiu, Claudiu (* 1979), rumänischer Neofaschist

### Mii
- Miia (* 1997), norwegische Sängerin
- Miike, Takashi (* 1960), japanischer Filmregisseur
- Miilkbone, US-amerikanischer Rapper
- Miitig, Ahmed (* 1972), libyscher Geschäftsmann und Politiker

### Mij
- Mijačika, Ani (* 1987), kroatische Tennisspielerin
- Mijailović, Mijailo (* 1978), serbischer Attentäter
- Mijailović, Srđan (* 1993), serbischer Fußballspieler
- Mijal, Kazimierz (1910–2010), polnischer Widerstandskämpfer, Politiker und Dissident
- Mijalkovic, Milan (* 1982), österreichisch-nordmazedonischer Architekt, Künstler und Autor
- Mijares Alcérreca, Rafael (1924–2015), mexikanischer Architekt und Kunstmaler
- Mijares Bracho, Carlos (1930–2015), mexikanischer Architekt
- Mijares Ferreiro, Rafael (1948–1996), mexikanischer Botschafter
- Mijares Ruf, Carla (* 2002), andorranische Skirennläuferin
- Mijares, Cristian (* 1981), mexikanischer Boxer im Superfliegengewicht
- Mijares, Emil (1935–2007), philippinischer Jazz- und Unterhaltungsmusiker (Vibraphon, Piano, Arrangement) und Orchesterleiter
- Mijatew, Krastjo (1892–1966), bulgarischer Archäologe und Kunsthistoriker
- Mijatović, Andre (* 1979), kroatischer FußballspielerAndre Mijatović (* 1979)

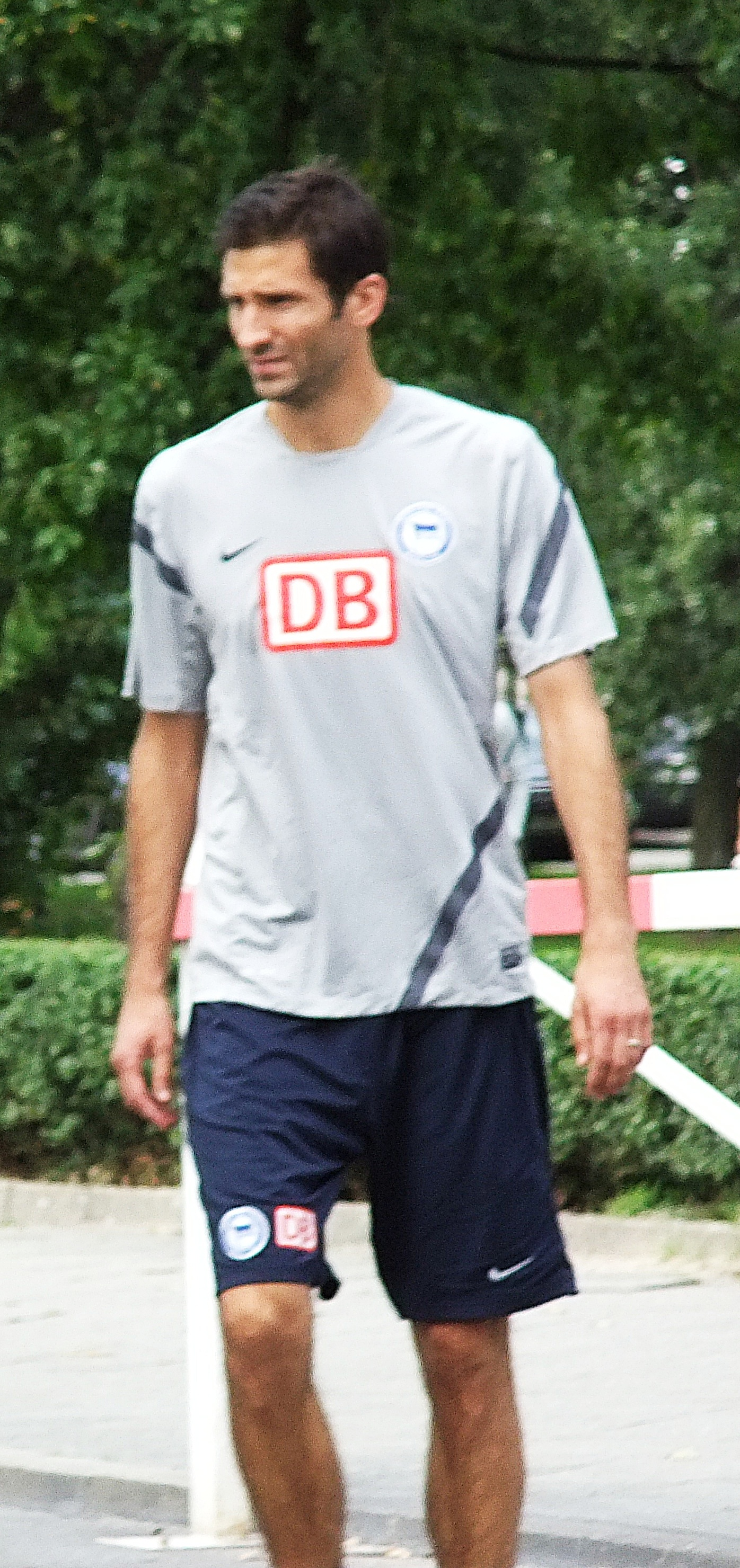
Andre Mijatović (* 1979)

- Mijatović, Boris (* 1974), deutscher Politiker (Bündnis 90/Die Grünen)
- Mijatovič, Boris (* 1988), slowenischer Fußballspieler
- Mijatović, Cvijetin (1913–1993), jugoslawischer Politiker
- Mijatović, Dunja (* 1964), Verfechterin der Menschenrechte sowie Expertin für Medienrecht und Medienregulierung
- Mijatović, Mario (* 1980), kroatischer Fußballspieler
- Mijatović, Milomir (1953–2020), deutscher Handballspieler und -trainer
- Mijatović, Predrag (* 1969), montenegrinischer FußballspielerPredrag Mijatović (* 1969)

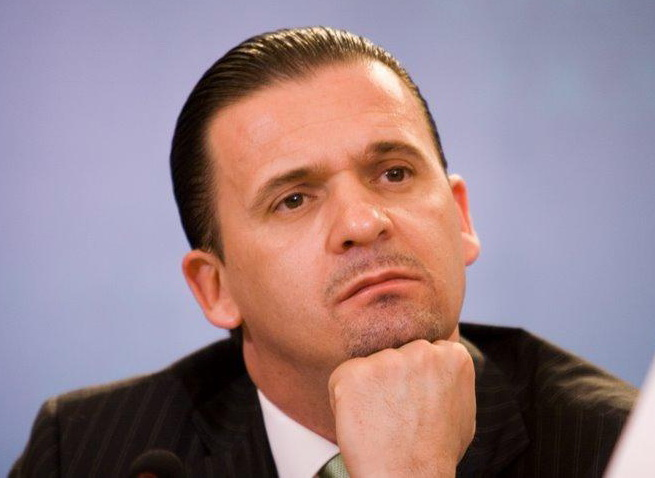
Predrag Mijatović (* 1969)

- Mijatović, Rade (* 1981), montenegrinischer Handballspieler
- Mijatović, Tomislav (* 1976), kroatischer Basketballtrainer
- Mijer, Pieter (1812–1881), niederländischer Rechtsanwalt, Kolonialbeamter und Politiker
- Mijic, Daniel (* 1969), deutscher Künstler
- Mijić, Patrik (* 1998), kroatischer Fußballspieler
- Mijksenaar, Paul (* 1944), niederländischer Designer
- Mijll Dekker, Kitty van der (1908–2004), niederländische Textilkünstlerin
- Mijn, Agatha van der, niederländische Malerin
- Mijn, Cornelia van der (* 1709), niederländische Malerin
- Mijn, Herman van der (1684–1741), niederländischer Maler
- Mijnals, Humphrey (1930–2019), surinamisch-niederländischer Fußballspieler
- Mijnans, Sven (* 2000), niederländischer Fußballspieler
- Mijnders, Kees (1912–2002), niederländischer Fußballspieler
- Mijović, Luna (* 1991), bosnische Schauspielerin
- Mijušković, Lazar (1867–1936), montenegrinischer Politiker

### Mik
- Mik, Aernout (* 1962), niederländischer Künstler
- Mik, Eric (* 2000), deutscher Eishockeyspieler
- Mik, Oliver (* 1974), deutscher Koch
- Mik, Walter (* 1951), deutscher akademischer Musikdirektor

#### Mika
- Mika (* 1983), libanesisch-britischer Sänger, Komponist und ProduzentMika (* 1983)

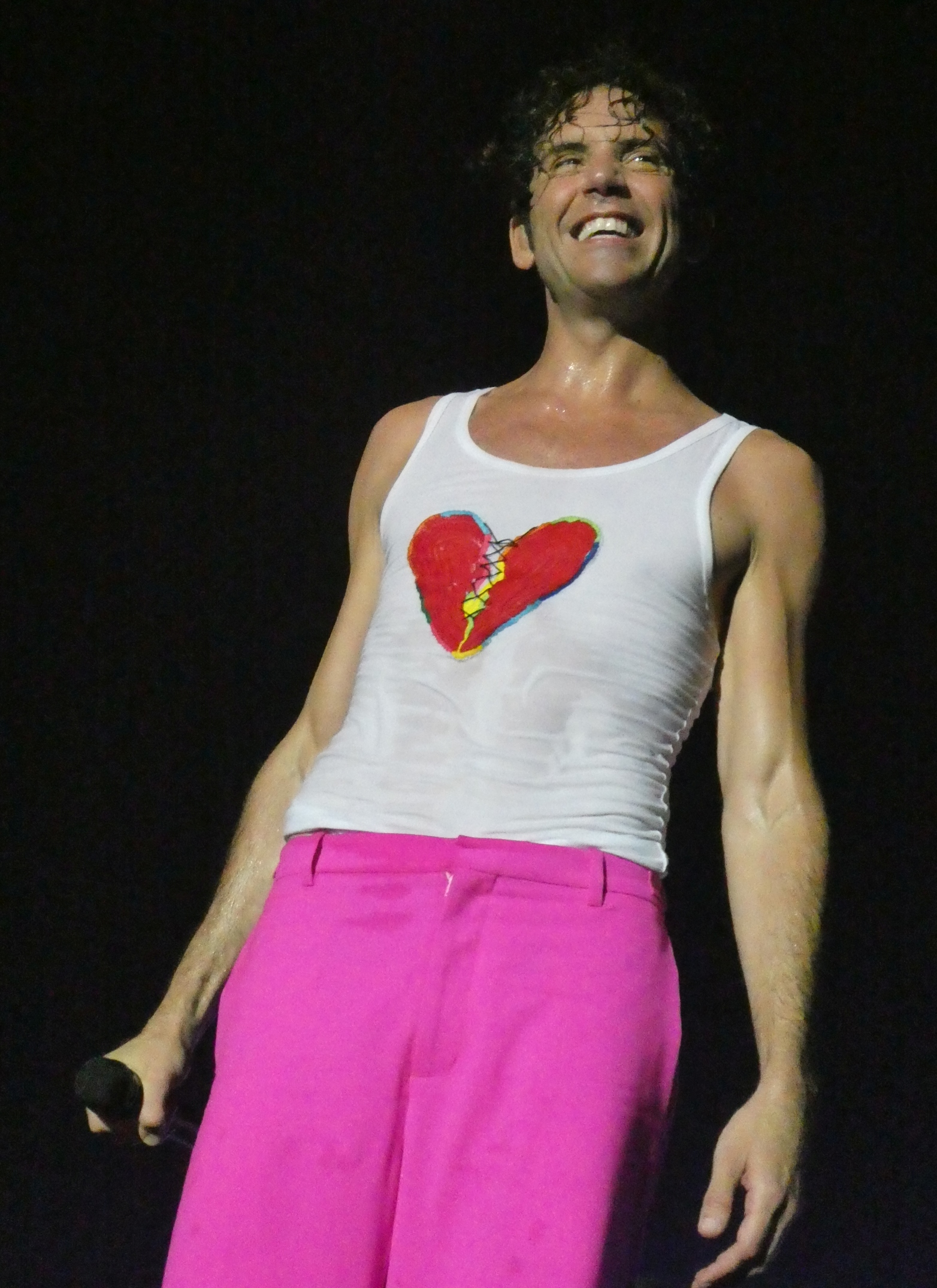
Mika (* 1983)

- Mika (* 1997), deutscher Rapper und YouTuber
- Mika Chunuonsee (* 1989), walisisch-thailändischer Fußballspieler
- Mika, Bascha (* 1954), deutsche Journalistin und Publizistin
- Mika, Dennis (* 1981), deutscher American-Football-Spieler
- Mika, Franz (1879–1960), österreichischer Komponist
- Míka, Petr (* 1979), tschechischer Eishockeyspieler
- Mika, Robert (* 1960), deutsch-polnischer Filmschauspieler
- Mika, Rudi (* 1955), deutscher Musiker, Songschreiber und Produzent
- Mika, Szymon (* 1991), polnischer Jazzmusiker (Gitarre, Komposition)
- Mikaberidze, Khatuna (* 1972), georgische Opernsängerin (Mezzosopran)
- Mikado, Yūta (* 1986), japanischer Fußballspieler
- Mikadse, Miranda (* 1989), georgische Schachspielerin
- Mikadse, Tatia (* 1988), georgische Tennisspielerin
- Mikadze, Giorgi (* 1989), georgischer Pianist, Komponist und Arrangeur
- Mikael Bedros III. Kasbarian († 1780), Patriarch von Kilikien der Armenisch-katholischen Kirche
- Mikael Torfason (* 1974), isländischer Schriftsteller, Journalist und Filmregisseur
- Mikaël, Ludmila (* 1947), französische Schauspielerin
- Mikael, Mikael (* 1974), deutscher Künstler
- Mikaelian, Abel (* 1993), deutscher Boxsportler
- Mikaelian, Marie-Gaïané (* 1984), Schweizer Tennisspielerin
- Mikaeljan, Eduard (* 1950), sowjetischer Kunstturner
- Mikaelsen, Dines (* 1977), grönländischer Politiker (Siumut)
- Mikaelsen, Gerth (* 1979), grönländischer Politiker (Naleraq)
- Mikaelsen, Vittus (1951–2017), grönländischer Politiker (Siumut)
- Mikaelsson, Ellenor (* 1996), schwedische Unihockeyspielerin
- Mikaelsson, Folke (* 1933), schwedischer Skispringer
- Mikaelsson, John (1913–1987), schwedischer Leichtathlet
- Mika'il, Irfan (* 2003), singapurischer Fußballspieler
- Mikaila, Mindaugas (* 1957), litauischer Manager und Politiker
- Mikaitis, Rimantas (* 1959), litauischer Politiker, Bürgermeister von Kaunas
- Mikajelean, Tadewos (1932–1994), iranischer Pfarrer und Märtyrer
- Mikajeljan, Mikajel (* 1999), armenischer Skilangläufer
- Mikajeljan, Sergej (* 1992), armenischer Skilangläufer
- Mikala, Melanie (* 1987), deutsche Bogenschützin
- Mikalauskaitė, Audra (* 1960), litauische Politikerin
- Mikalauskaitė, Domicelė (1923–2020), litauische Physiologin und Biochemikerin
- Mikalauskas, Dainius (* 1980), litauischer Badmintonspieler
- Mikalauskas, Vidas (* 1955), litauischer Politiker
- Mikalauskas, Vytautas (1930–2004), litauischer Komponist und Pianist
- Mikalauskas, Vytautas (* 1955), litauischer Regisseur und Politiker
- Mikalsen, Aurora Watten (* 1996), norwegische Fußballtorhüterin
- Mikami, Akinori (* 1969), japanischer Fußballspieler
- Mikami, Akira (1903–1971), japanischer Linguist
- Mikami, Ichirō (* 1966), japanischer Schauspieler und Synchronsprecher
- Mikami, Kazuyoshi (* 1975), japanischer Fußballspieler
- Mikami, Sanji (1865–1939), japanischer Historiker
- Mikami, Shinji (* 1965), japanischer Spieleentwickler, Erfinder der populären Resident-Evil-ReiheShinji Mikami (* 1965)

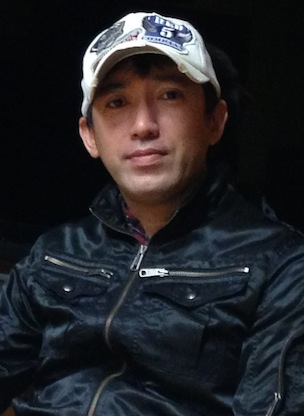
Shinji Mikami (* 1965)

- Mikami, Shōko (* 1981), japanische Fußballspielerin
- Mikami, Takuya (* 1980), japanischer Fußballspieler
- Mikami, Tsugio (1907–1987), japanischer Archäologe
- Mikami, Yoshio (1875–1950), japanischer Mathematikhistoriker
- Mikami, Yōsuke (* 1992), japanischer Fußballspieler
- Mikami, Yua (* 1993), japanisches Idol
- Mikan, George (1924–2005), US-amerikanischer Basketballspieler
- Mikan, Johann Christian (1769–1844), österreichischer Botaniker und Entomologe
- Mikan, Joseph Gottfried (1742–1814), böhmischer Botaniker, Mediziner und Hochschullehrer
- Mikanowski, Jacob (* 1982), US-amerikanischer Historiker, Journalist und Kritiker
- Mikari, Yassin (* 1983), schweizerisch-tunesischer Fußballspieler
- Mikasa (1915–2016), japanischer PrinzMikasa (1915–2016)

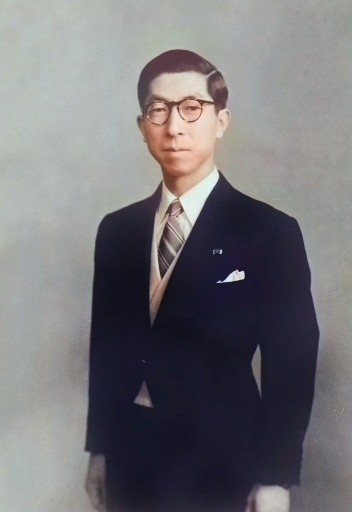
Mikasa (1915–2016)

- Mikase, Midori (* 2001), japanische Sprinterin
- Mikase, Ren (* 2000), japanische Skispringerin
- Mikat, Berthold (1912–1990), deutscher Epidemiologe
- Mikat, Mareike (* 1978), deutsche Theaterregisseurin
- Mikat, Paul (1924–2011), deutscher Politiker (CDU), MdL, MdB und Rechtswissenschaftler
- Mikata, Reiichi (* 1967), japanischer Nordischer Kombinierer
- Mikautadze, Georges (* 2000), georgisch-französischer Fußballspieler
- Mikawa, Gun’ichi (1888–1981), japanischer Vizeadmiral der kaiserlichen Flotte
- Mikawa, Ken’ichi (* 1946), japanischer Enka-Sänger
- Mikazuki, Akira (1921–2010), japanischer Rechtsgelehrter
- Mikazuki, Taizō (* 1971), japanischer Politiker

#### Mike
- Mike Dred (* 1967), britischer Techno-DJ, -Produzent und Toningenieur
- Mike Phiromphon (* 1966), thailändischer Sänger
- Mike Will Made It (* 1989), US-amerikanischer Rapper und Musikproduzent
- Mike, Róbert (* 1984), ungarischer Kanute
- Mikec, Damir (* 1984), serbischer Sportschütze
- Mikecrack (* 1993), spanischer Webvideoproduzent
- Mikecz, Ödön (1894–1965), ungarischer Politiker
- Mikel, Galyah (* 2006), palauische Schwimmerin
- Mikel, John Obi (* 1987), nigerianischer FußballspielerJohn Obi Mikel (* 1987)

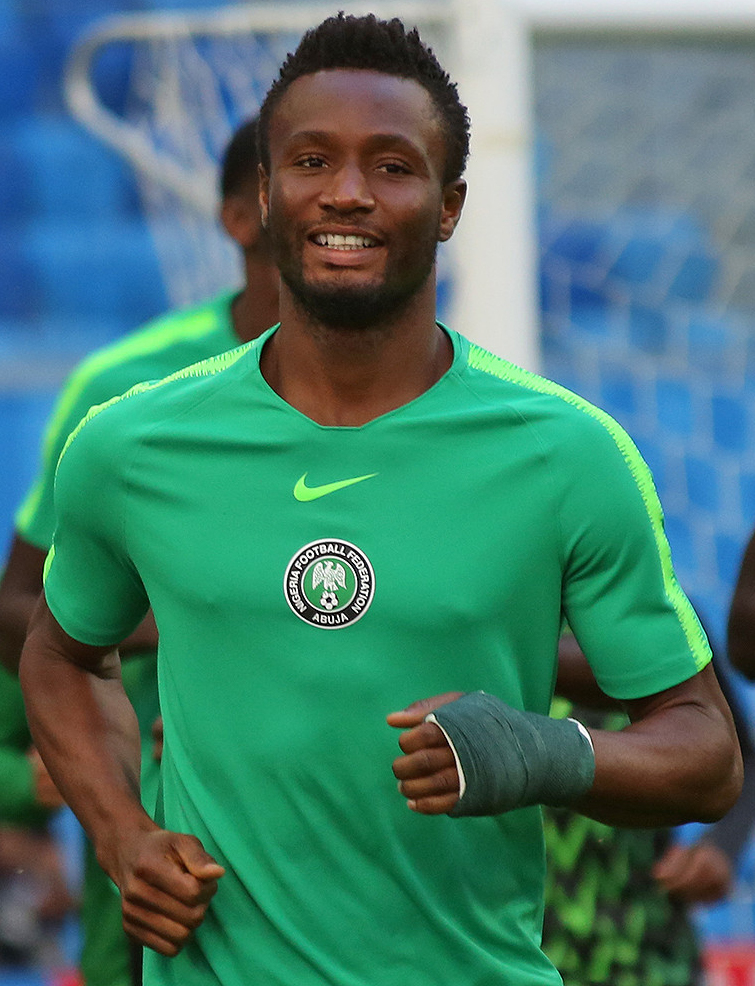
John Obi Mikel (* 1987)

- Mikeladse, Ewgeni (1903–1937), georgischer Dirigent
- Mikeladse, Kato (1878–1942), georgische Dichterin, Publizistin und Frauenrechtlerin
- Mikelbrencis, William (* 2004), französischer FußballspielerWilliam Mikelbrencis (* 2004)

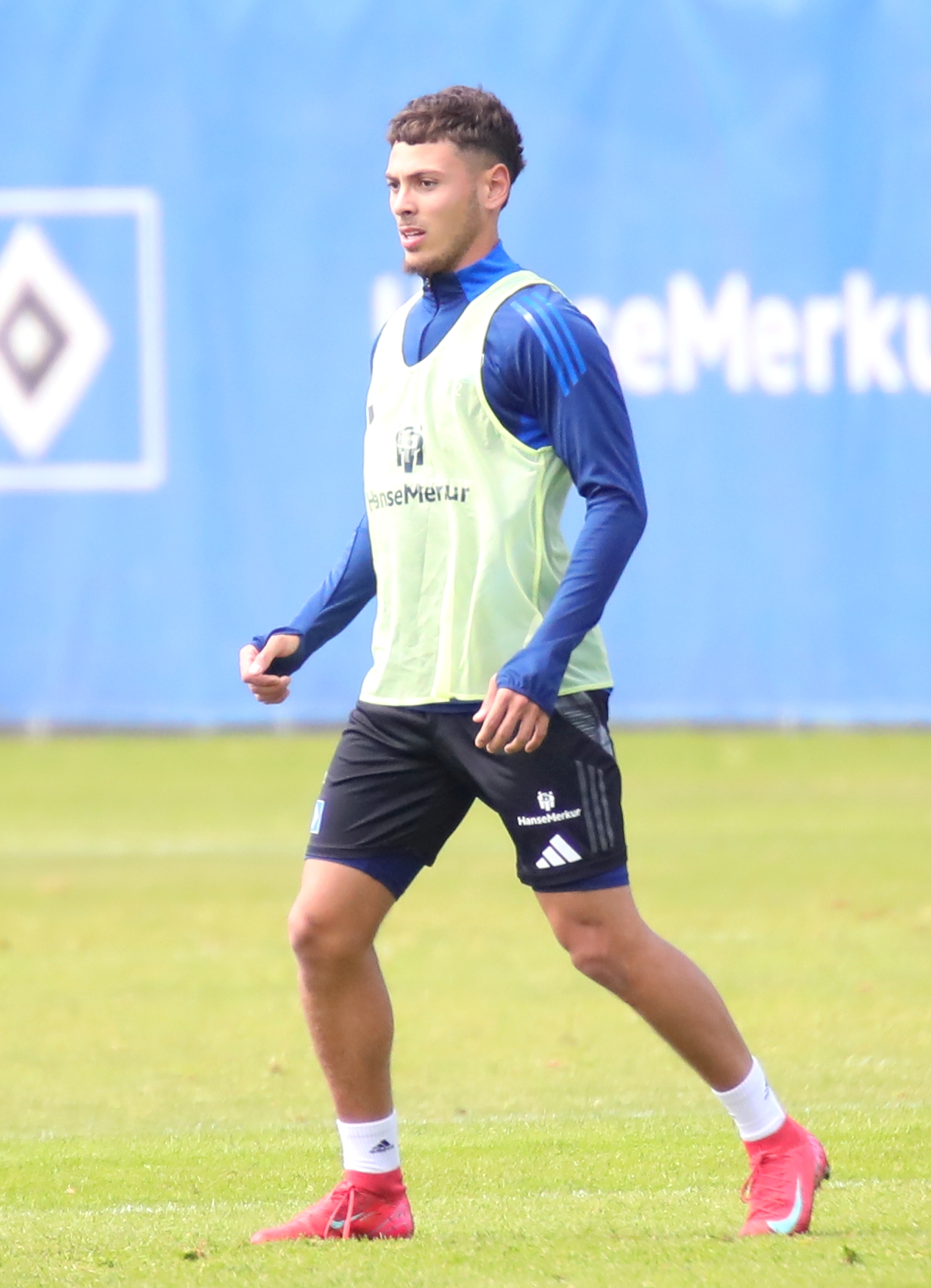
William Mikelbrencis (* 2004)

- Mikeleitis, Edith (1905–1964), deutsche Schriftstellerin
- Mikelėnas, Valentinas (* 1958), litauischer Rechtswissenschaftler und Oberster Gerichtshof Litauens
- Mikelionis, Petras (1939–2022), litauischer Politiker
- Mikelionis, Vytautas (* 1961), litauischer sozialliberaler Politiker
- Mikelis, Stasys (1953–2006), litauischer Politiker, Mitglied des Seimas
- Mikell, Quintin (* 1980), US-amerikanischer American-Football-Spieler
- Mikelle, Sydne (* 1995), US-amerikanische Schauspielerin
- Mikels, Ted V. (1929–2016), US-amerikanischer Regisseur, Drehbuchautor und Filmproduzent
- Mikelsen, Ingrid Marie (* 1976), norwegische Diplomatin
- Mikelskis, Helmut (* 1947), deutscher Politiker (SPD), MdL
- Miķelsone, Margarita (* 1982), lettische Badmintonspielerin
- Miķelsone-Leimane, Inga (* 1991), lettische Leichtathletin
- Mikėnaitė, Živilė (* 1970), litauische Juristin
- Mikėnas, Alius (* 1955), litauischer Schachspieler
- Mikėnas, Antanas (1924–1994), litauischer Leichtathlet
- Mikėnas, Juozas (1901–1964), litauisch-russischer Bildhauer und Hochschullehrer
- Mikėnas, Vladas (1910–1992), litauischer Schachspieler
- Mikenda, Werner (1946–2008), österreichischer Chemiker und Schachspieler
- Mikerević, Dragan (* 1955), bosnisch-serbischer Politiker der Partei Demokratischer Fortschritt (PDP)
- Mikeš, Adolf (1864–1929), tschechischer Musikpädagoge
- Mikes, Adolfine (1903–1942), österreichische Hausgehilfin, KPÖ-Funktionärin und Widerstandskämpferin
- Mikes, George (1912–1987), britischer Schriftsteller ungarischer Herkunft
- Mikes, Janka (1866–1930), Hofdame der österreichischen Kaiserin ElisabethJanka Mikes (1866–1930)

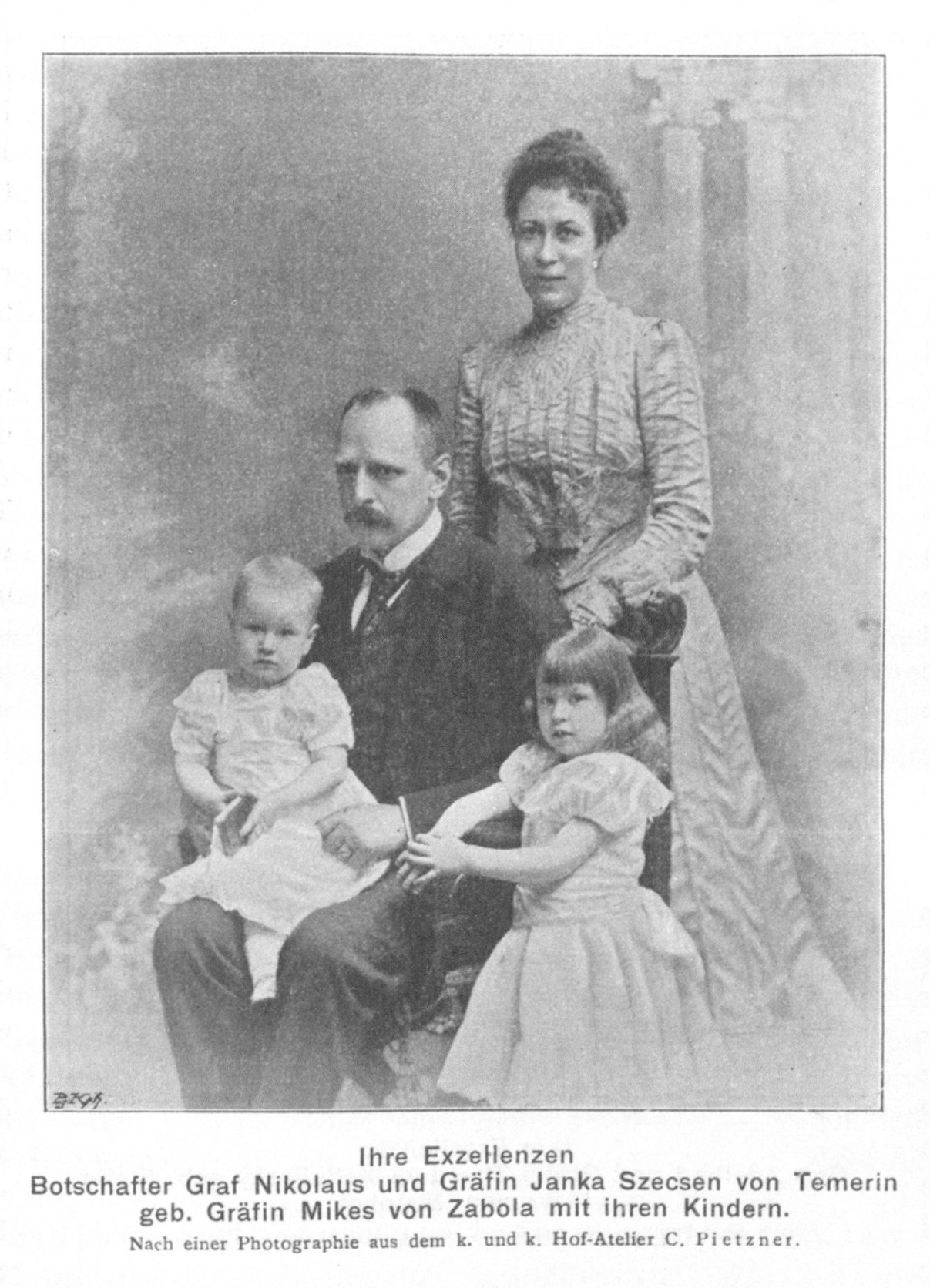
Janka Mikes (1866–1930)

- Mikes, János (1876–1945), ungarischer Geistlicher
- Mikes, Kelemen (1690–1761), Kammerdiener, Sekretär und engster Vertrauter des Fürsten Franz II. Rákóczi
- Mikesch, Elfi (* 1940), österreichisch-deutsche Kamerafrau und Filmregisseurin
- Mikesch, Fritz (1939–2009), österreichisch-deutscher Maler, Grafiker und Hörspielautor
- Mikesch, Fritzi von (1853–1891), österreichische Stillleben- und Blumenmalerin
- Mikesch, Herta (* 1960), österreichische Unternehmerin und Politikerin (ÖVP), Abgeordnete zum Nationalrat
- Mikesch, Pat (* 1973), US-amerikanischer Eishockeyspieler und -trainer
- Mikeschin, Michail Ossipowitsch (1835–1896), russischer Bildhauer und Maler
- Mikeska, Hans-Jürgen (* 1937), deutscher Physiker
- Mikeska, Michal (* 1976), tschechischer Eishockeyspieler
- Mikesz, Jiří (* 1986), deutsch-tschechischer Eishockeyspieler
- Miketta, Helga (* 1941), deutsche Sportlerin

#### Mikf
- Mikfeld, Benjamin (* 1972), deutscher Politiker (SPD)
- Mikfeld, Esther-Maria (1934–2005), deutsche Politikerin (CDU), MdL

#### Mikh
- Mikhaël, Éphraïm (1866–1890), französischer Dichter des Symbolismus
- Mikhaiili, Janet (1936–2006), iranische Kinderbuchillustratorin
- Mikhail, Thomas (* 1980), deutscher ErziehungswissenschaftlerThomas Mikhail (* 1980)

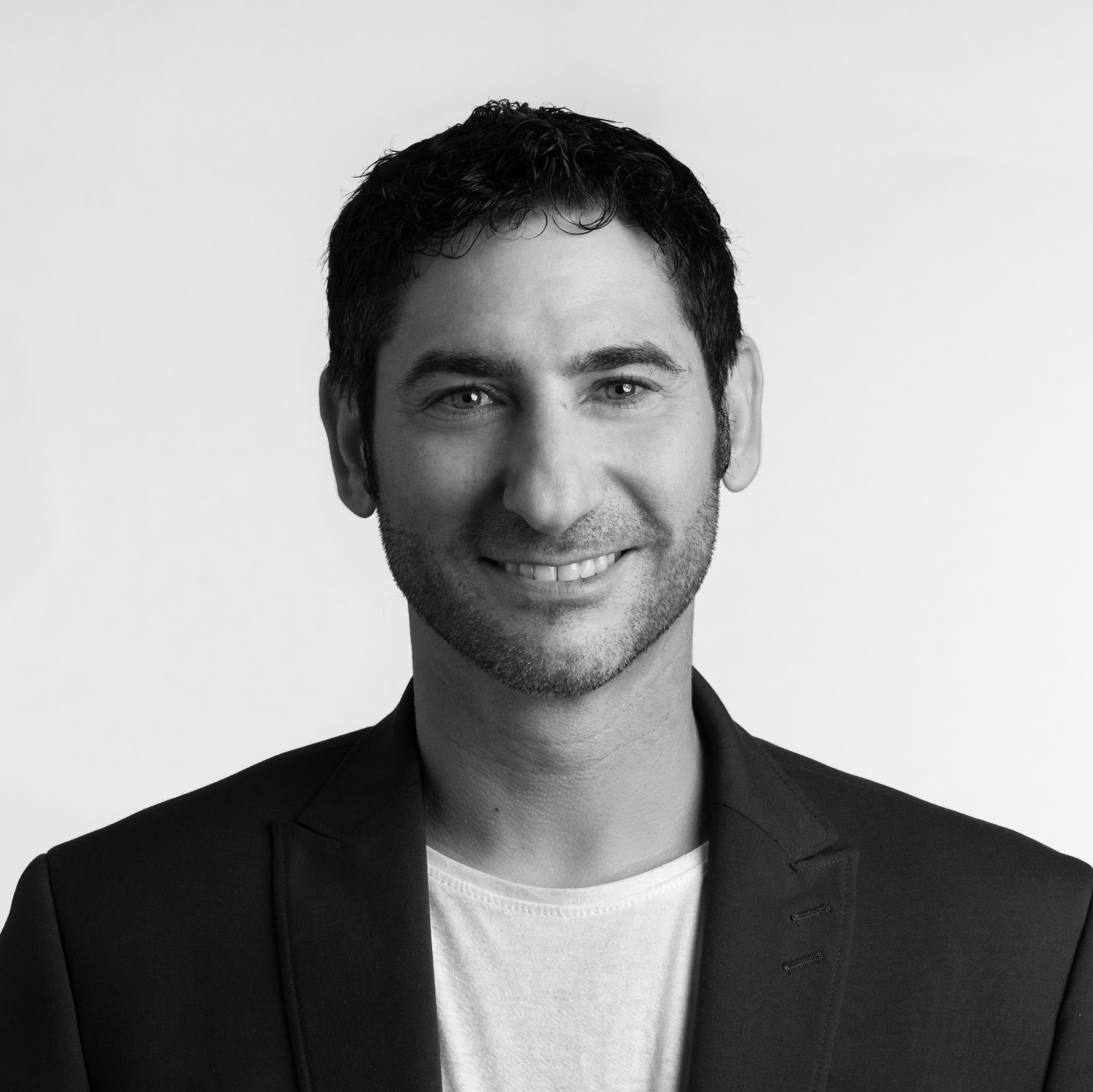
Thomas Mikhail (* 1980)

- Mikhailov, Alexej (* 1996), deutscher Leichtathlet
- Mikhailov, Boris (* 1938), ukrainischer Fotograf
- Mikhashoff, Yvar (1941–1993), US-amerikanischer Pianist

#### Miki
- Miki, Bukichi (1884–1956), japanischer Politiker
- Miki, Jun (1919–1992), japanischer Fotograf
- Miki, Kai (* 1993), japanischer Fußballspieler
- Miki, Kiyoshi (1897–1945), japanischer Philosoph
- Miki, Mie (* 1956), japanische Musikerin, Akkordeonistin und Hochschullehrerin
- Miki, Minoru (1930–2011), japanischer Komponist
- Miki, Naoto (* 2001), japanischer Fußballspieler
- Miki, Paul († 1597), japanischer katholischer Missionar und MärtyrerPaul Miki († 1597)

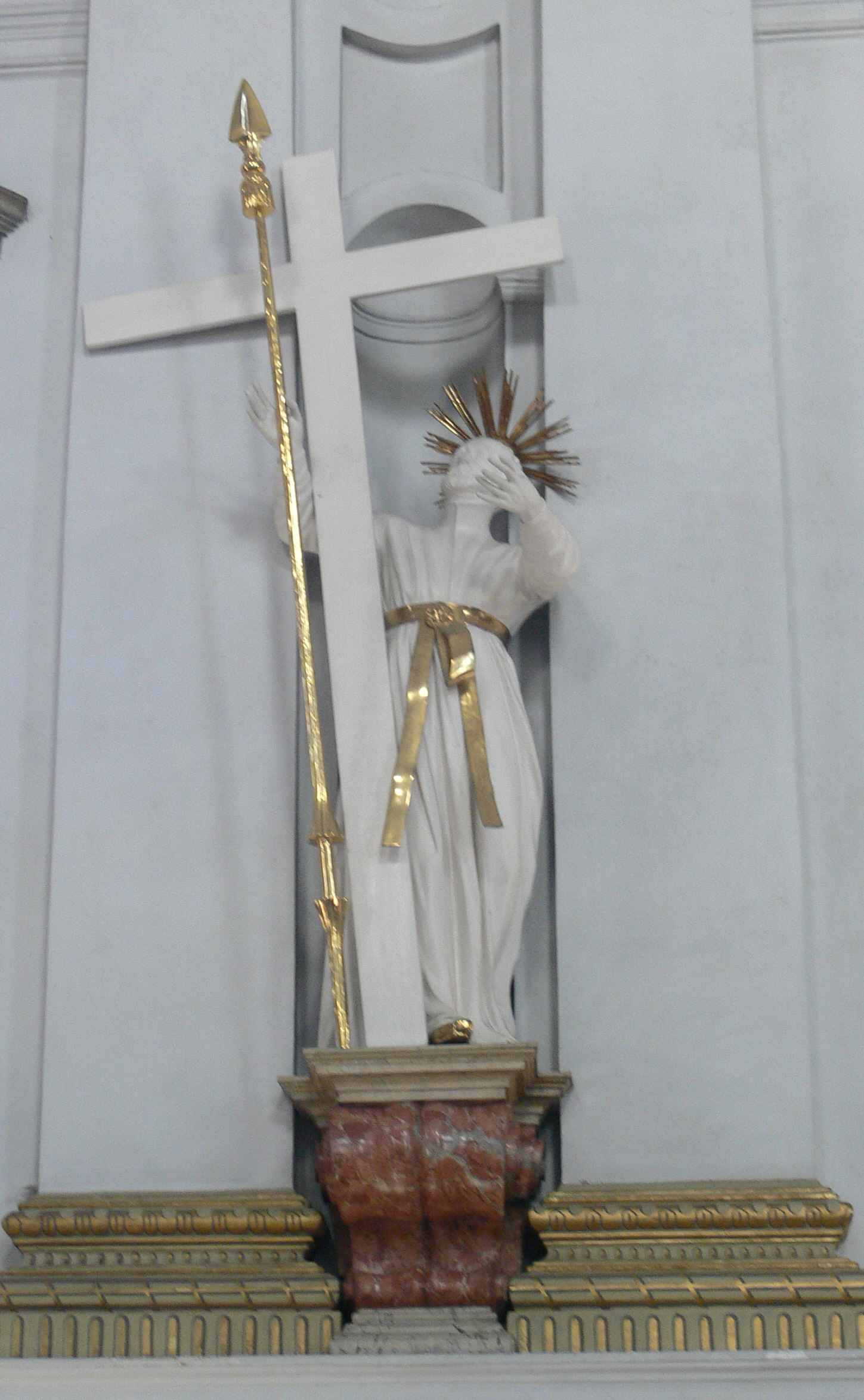
Paul Miki († 1597)

- Miki, Rofū (1889–1964), japanischer Dichter, Kinderbuchautor und Essayist
- Miki, Ryōta (* 1985), japanischer Fußballspieler
- Miki, Shin’ichirō (* 1968), japanischer Synchronsprecher (Seiyū)
- Miki, Suizan (1883–1957), japanischer Maler und Holzschnittkünstler der Nihonga-Richtung der Taishō- und Shōwa-Zeit
- Miki, Takashi (* 1978), japanischer Fußballspieler
- Miki, Takeo (1907–1988), 41. Premierminister von Japan
- Miki, Taku (1935–2023), japanischer Schriftsteller
- Miki, Takuya (* 1989), japanischer Rollstuhltennisspieler
- Miki, Tatsuyoshi (1904–1966), japanischer Tennisspieler
- Miki, Tokuchika (1900–1983), japanischer religiöser Führer
- Miki, Tomoya (* 1998), japanischer Fußballspieler
- Miki, Tsubaki (* 2003), japanische Snowboarderin
- Miki, Yukiharu (1903–1964), japanischer Mediziner und Politiker
- Miki, Yuriko (* 1989), japanische Badmintonspielerin
- Mikic, Daniel (* 1992), deutscher Fußballspieler
- Mikić, Leo (* 1997), kroatischer Fußballspieler
- Mikić, Mihael (* 1980), kroatischer Fußballspieler
- Mikić, Nikola (* 1985), serbischer Fußballspieler
- Mikich, Sonia Seymour (* 1951), deutsche JournalistinSonia Seymour Mikich (* 1951)

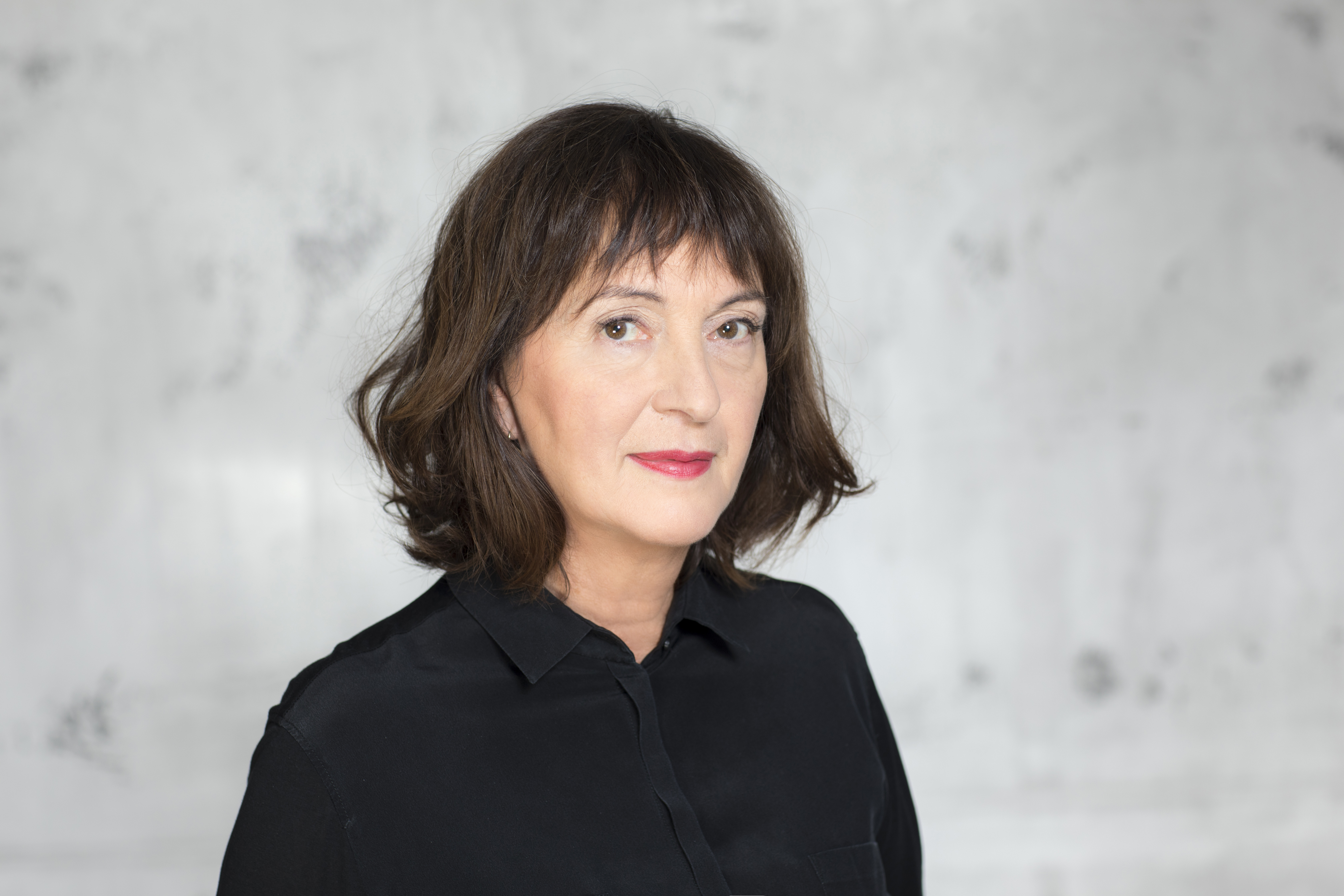
Sonia Seymour Mikich (* 1951)

- Mikimoto, Kokichi (1858–1954), japanischer Unternehmer im Zuchtperlenhandel
- Mikion, griechischer Töpfer
- Mikion-Maler, attisch-rotfiguriger Vasenmaler
- Mikisch, Nicole (* 1967), deutsche Leichtathletin
- Mikisuluk, Jonas (1879–1921), grönländischer Landesrat
- Mikita, Stan (1940–2018), kanadischer Eishockeyspieler
- Mikita, Valdur (* 1970), estnischer Semiotiker und Schriftsteller
- Mikitas, Ego (* 1968), russischer Schauspieler, Theaterproduzent, Synchronsprecher und Model
- Mikitenko, Irina (* 1972), deutsche Langstreckenläuferin kasachischer HerkunftIrina Mikitenko (* 1972)

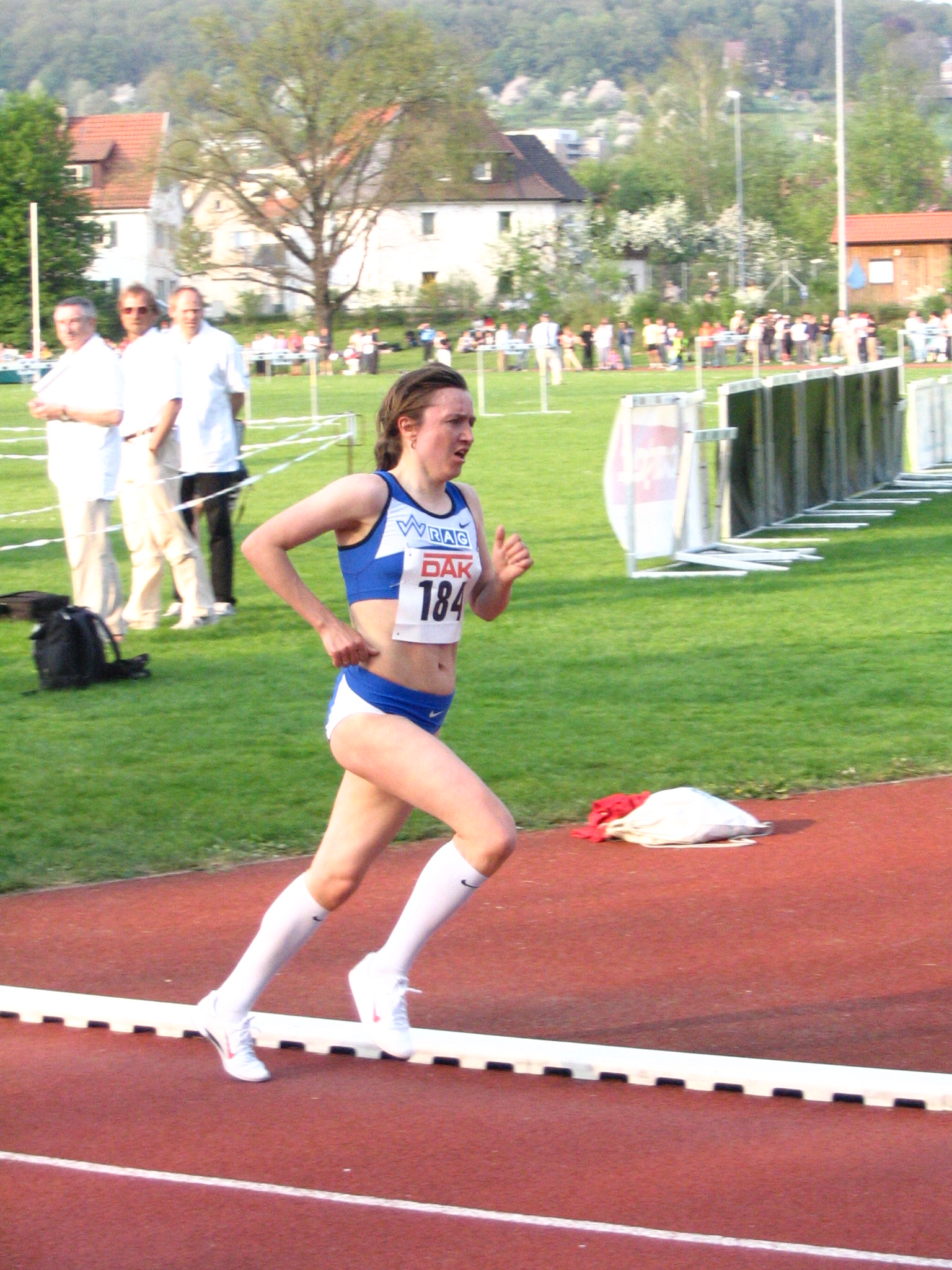
Irina Mikitenko (* 1972)

- Mikitinez, Joiri, ukrainischer Skispringer
- Mikiver, Heino (1924–2004), estnischer Künstler und Schriftsteller
- Mikiver, Ilmar (1920–2010), estnischer Dichter und Journalist
- Mikiver, Maarija (* 1987), estnische Fußballspielerin
- Mikiver, Mats (* 1954), schwedischer Radrennfahrer

#### Mikk
- Mikkel, Johannes (1907–2006), estnischer Kunstsammler und Mäzen
- Mikkelä, Airi (* 1993), finnische Badmintonspielerin
- Mikkelborg, Palle (* 1941), dänischer Jazz-Trompeter, Komponist und Arrangeur
- Mikkelsen, Aksel (1849–1929), dänischer Handwerkspädagoge und Schriftsteller
- Mikkelsen, Andreas (* 1989), norwegischer Rallyefahrer
- Mikkelsen, Bernie (* 1950), kanadischer Snooker- und Poolbillardspieler
- Mikkelsen, Brian (* 1966), dänischer Politiker (Konservative Volkspartei), Mitglied des Folketing
- Mikkelsen, Caroline (1906–1998), dänisch-norwegische Entdeckerin
- Mikkelsen, Ejnar (1880–1971), dänischer Polarforscher und Autor
- Mikkelsen, Helena (* 1996), dänische Handballspielerin
- Mikkelsen, Henriette (* 1980), dänische Handballspielerin und -trainerin
- Mikkelsen, Jákup (* 1970), färöischer Fußballspieler und -trainer
- Mikkelsen, Jannicke (* 1986), norwegische Kamerafrau, Filmregisseurin und Astronautin
- Mikkelsen, Jens Kramer (* 1951), dänischer Politiker
- Mikkelsen, Lars (* 1964), dänischer Schauspieler
- Mikkelsen, Lasse (* 1988), dänischer Handballspieler
- Mikkelsen, Mads (* 1965), dänischer SchauspielerMads Mikkelsen (* 1965)

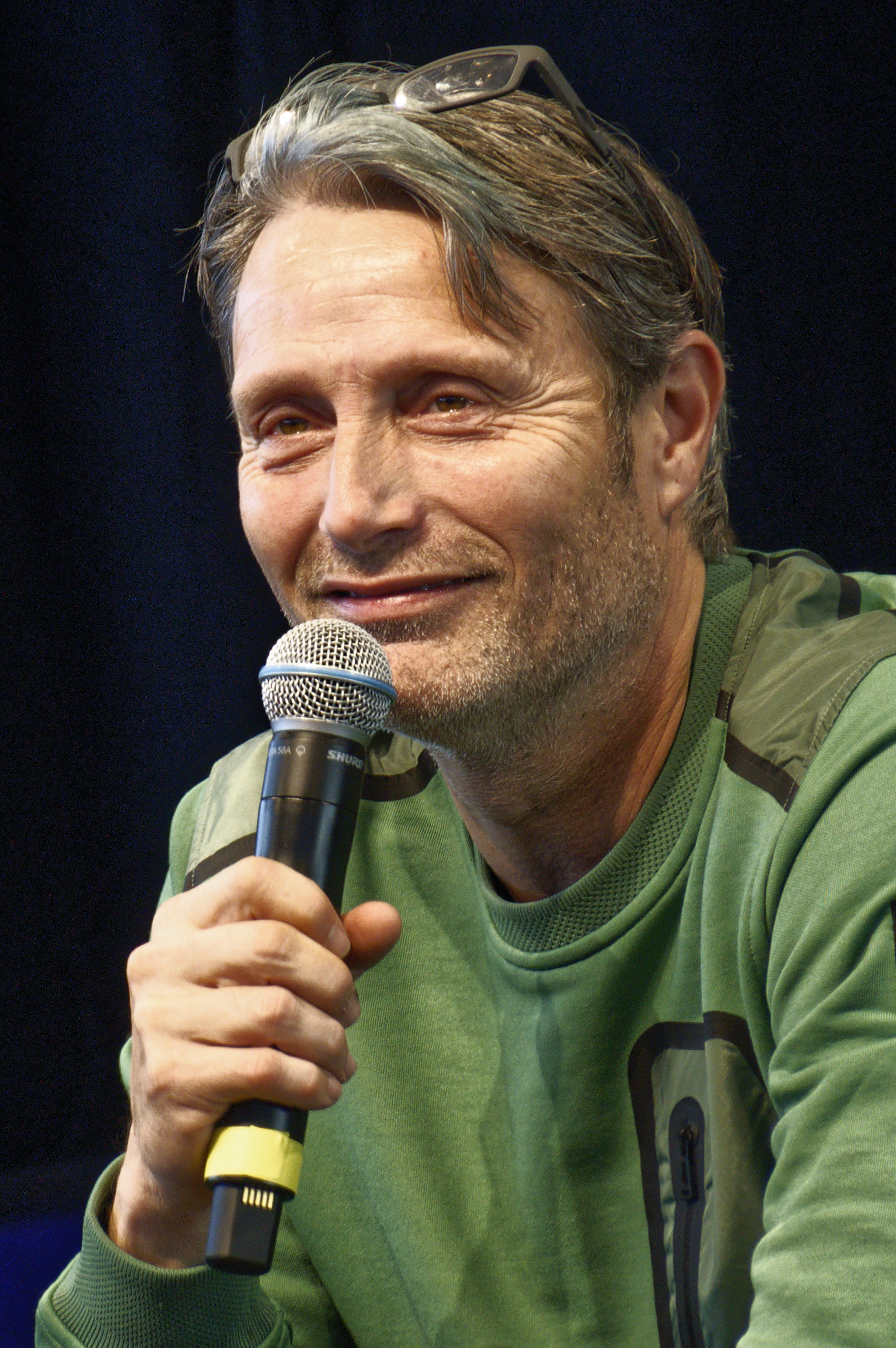
Mads Mikkelsen (* 1965)

- Mikkelsen, Mikkel (* 1992), dänischer Badmintonspieler
- Mikkelsen, Peter (1960–2019), dänischer Fußballschiedsrichter
- Mikkelsen, Peter (* 1982), dänischer Badmintonspieler
- Mikkelsen, Roy (1907–1967), US-amerikanischer Skispringer
- Mikkelsen, Sigrid (* 1984), färöische Fußballspielerin
- Mikkelsen, Thomas (* 1990), dänischer Fußballspieler
- Mikkelsen, Tine (* 1985), dänische Handballspielerin
- Mikkelsen, Tobias (* 1986), dänischer Fußballspieler
- Mikkelsen, Vern (1928–2013), US-amerikanischer Basketballspieler
- Mikkelson, Bill (* 1948), kanadischer Eishockeyspieler
- Mikkelson, Brendan (* 1987), kanadischer Eishockeyspieler
- Mikkelson, Meaghan (* 1985), kanadische Eishockeyspielerin
- Mikkelsplass, Marit (* 1965), norwegische Skilangläuferin
- Mikkelsplass, Pål Gunnar (* 1961), norwegischer Skilangläufer
- Mikkers, Jack (* 1968), niederländischer Politiker (VVD) und seit dem 11. Oktober 2017 Bürgermeister von ’s-Hertogenbosch
- Mikkion, griechischer Maler
- Mikko, Marianne (* 1961), estnische Politikerin, MdEP
- Mikkola, Ella (* 2007), finnische Hochspringerin
- Mikkola, Hannu (1942–2021), finnischer RallyefahrerHannu Mikkola (1942–2021)

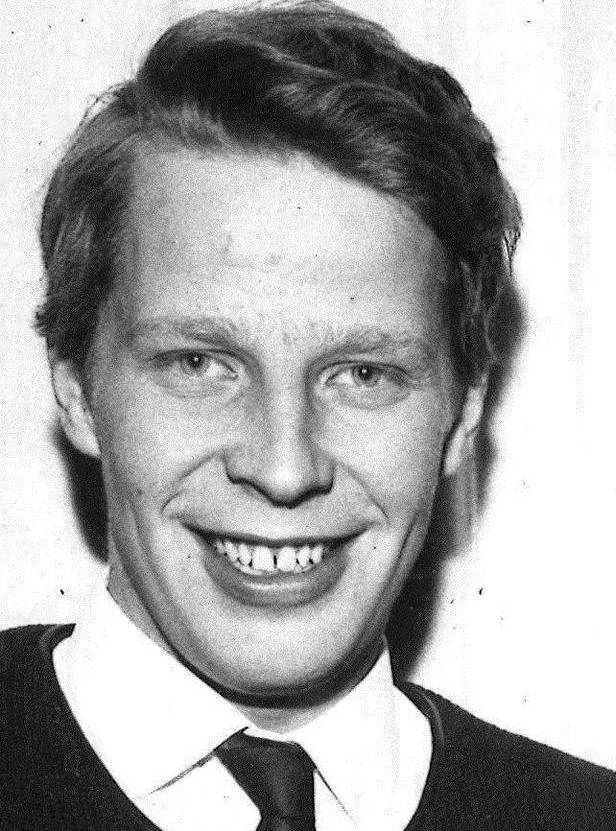
Hannu Mikkola (1942–2021)

- Mikkola, Heikki (* 1945), finnischer Motocross-Rennfahrer
- Mikkola, Ilkka (* 1979), finnischer Eishockeyspieler
- Mikkola, Jooseppi Julius (1866–1946), finnischer Sprachwissenschaftler und Slawist
- Mikkola, Mari (* 1977), finnische Philosophin
- Mikkola, Marika (* 1971), finnische Orientierungsläuferin
- Mikkola, Niko (* 1996), finnischer Eishockeyspieler
- Mikkola, Tiina (* 1972), finnische Biathletin
- Mikkolainen, Kalle (1883–1928), finnischer Turner
- Mikkolainen, Reijo (* 1964), finnischer Eishockeyspieler
- Mikkolainen, Veijo (1924–2013), finnischer Ruderer
- Mikkonen, Juho (* 1990), finnischer Skilangläufer
- Mikkonen, Krista (* 1972), finnische Politikerin
- Mikkonen, Samuli (* 1973), finnischer Jazzpianist und Komponist
- Mikkonen, Suvi (* 1988), finnische Taekwondoin
- Mikkonen, Tapio, finnischer Skispringer

#### Mikl
- Mikl, Josef (1929–2008), österreichischer Maler und Grafiker
- Mikl, Karl (1895–1956), österreichischer Politiker und Landwirt
- Mikl-Horke, Gertraude (* 1944), österreichische Soziologin
- Mikl-Leitner, Johanna (* 1964), österreichische Politikerin (ÖVP), Landesrätin in Niederösterreich, Abgeordnete zum NationalratJohanna Mikl-Leitner (* 1964)

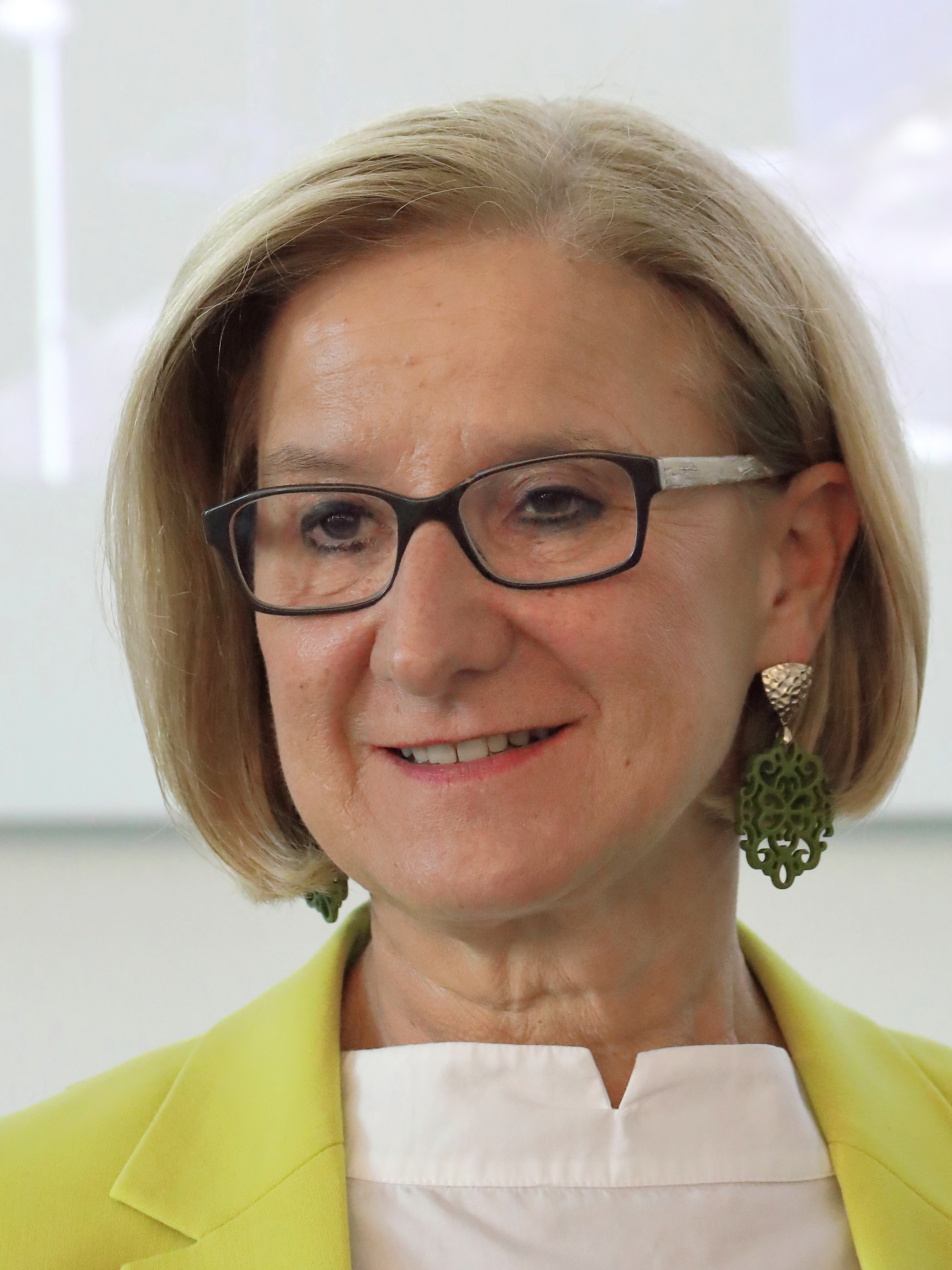
Johanna Mikl-Leitner (* 1964)

- Miklas, Fritz (* 1950), österreichischer Basketballtrainer und -spieler
- Miklas, Heinz (1948–2023), österreichischer Slawist
- Miklas, Hermann (* 1953), lutherischer Superintendent der Steiermark
- Miklas, Wilhelm (1872–1956), österreichischer Politiker (CS), Landtagsabgeordneter und Bundespräsident
- Miklascheuski, Uladsimir (* 1983), belarussischer Biathlet
- Miklaschewski, Alexander Nikolajewitsch (1864–1911), ukrainisch-russischer Politökonom und Hochschullehrer
- Miklaszewski, Sławomir (1874–1949), polnischer Bodenkundler
- Miklautz, Elfie (* 1958), österreichische Kultursoziologin
- Miklavc, Andrej (* 1970), slowenischer Skirennläufer
- Miklavčič, David (* 1983), slowenischer Handballspieler
- Mikler, Roland (* 1984), ungarischer Handballtorwart
- Miklič Türk, Barbara (* 1948), slowenische Politikerin (parteilos), First Lady Sloweniens (2007–2012), Ehefrau von Danilo Türk
- Miklík, Martin (* 1972), slowakisch-deutscher Eishockeyspieler
- Miklík, Michel (* 1982), slowakischer Eishockeyspieler
- Miklin, Karlheinz (1946–2019), österreichischer Jazzmusiker (Saxophon, Flöte, Komposition)
- Miklin, Karlheinz Jr. (* 1971), österreichischer Rock- und Jazzmusiker (Schlagzeug)
- Miklis, Peter (* 1955), deutscher Musiker, Schlagzeuger, Perkussionist und Musiklehrer
- Miklós, Andrea (* 1999), rumänische Leichtathletin
- Miklós, Árpád (1967–2013), ungarischer PornodarstellerÁrpád Miklós (1967–2013)

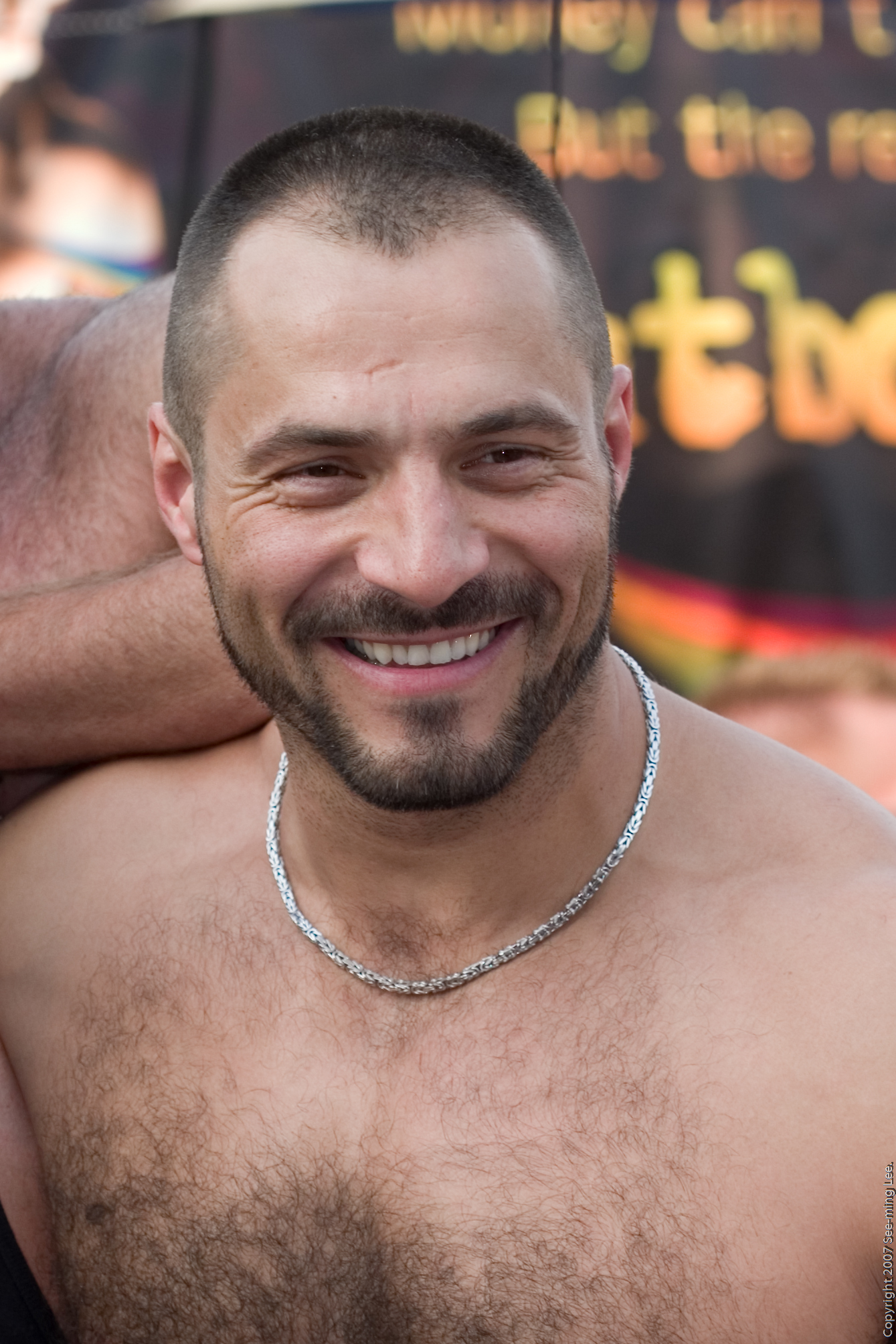
Árpád Miklós (1967–2013)

- Miklós, Béla (1890–1948), ungarischer Offizier und Staatsmann
- Miklós, Edit (* 1988), rumänische bzw. ungarische Skirennläuferin
- Mikloš, Ivan (* 1960), slowakischer Politiker (SDKÚ)
- Miklósa, Erika (* 1970), ungarische Koloratursopranistin
- Miklósházy, Attila (1931–2018), ungarischer Ordensgeistlicher, römisch-katholischer Bischof, Beauftragter für die Ungarnseelsorge
- Miklósi, Ádám (* 1962), ungarischer Verhaltensbiologe
- Miklosich, Dora (1899–1981), österreichische Schauspielerin und Radiosprecherin
- Miklosich, Franz von (1813–1891), österreichischer Philologe, Mitbegründer und Vertreter der universitären Slawistik
- Mikloško, František (* 1947), slowakischer Politiker, Mitglied des Nationalrats
- Mikloško, Luděk (* 1961), tschechischer Fußballtorhüter und -trainer
- Miklosy, Alexander (1949–2018), deutscher LGBTIQ-Aktivist und Münchner Kommunalpolitiker (Rosa Liste München)
- Miklósy, István (1857–1937), ungarischer Geistlicher, griechisch-katholischer Bischof von Hajdúdorog
- Miklová, Barbora (* 1998), tschechische Tennisspielerin
- Miklovš, Slavomir (1934–2011), jugoslawischer bzw. kroatischer Geistlicher, Altbischof von Križevci
- Miklowitz, Gloria D. (1927–2015), US-amerikanische Kinder- und Jugendbuchautorin
- Miklucho-Maklai, Nikolai Nikolajewitsch (1846–1888), Künstler, Humanist, Anthropologe und Biologe
- Miklusz, Peter (* 1983), deutscher Schauspieler und RegisseurPeter Miklusz (* 1983)

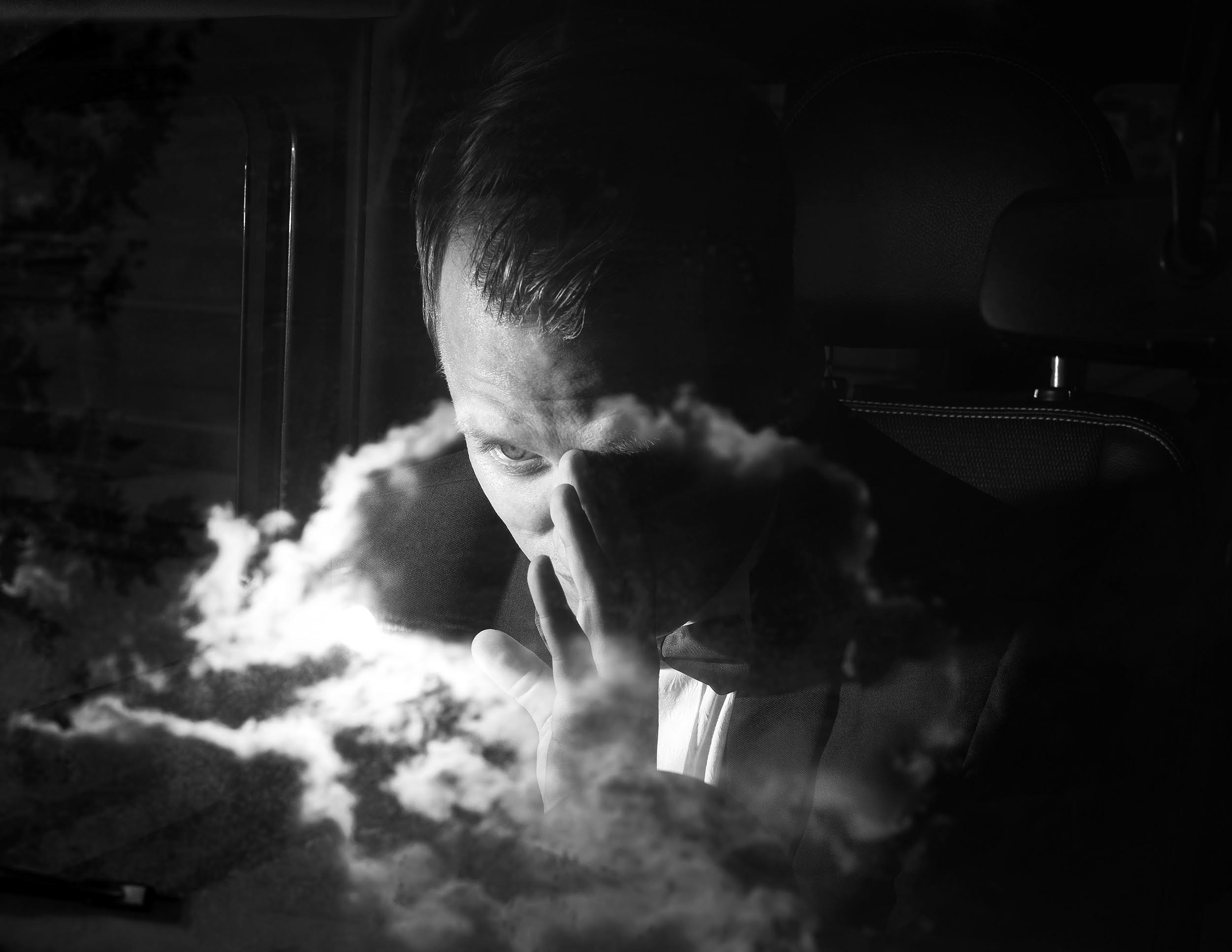
Peter Miklusz (* 1983)

- Miklyčiūtė, Rugilė (* 2005), litauische Stabhochspringerin

#### Mikn
- Miknevičiūtė, Vida, litauische Opernsängerin des Stimmfaches Hochdramatischer Sopran
- Miknis, Matīss (* 1992), lettischer Bobsportler

#### Miko
- Miko (* 1965), deutsche Sängerin, Schauspielerin, Komponistin und Fernseh-Moderatorin
- Miko Eyanga, Diosdado (* 1990), äquatorialguineischer Schwimmer
- Mikó, Balázs (* 1980), ungarischer Poolbillardspieler
- Mikó, Imre (1805–1876), ungarischer Politiker, Minister und Historiker
- Miko, Izabella (* 1981), US-amerikanisch-polnische Schauspielerin
- Miko, Lukas (* 1971), österreichischer Schauspieler
- Miko, Vladimír (1943–2017), tschechoslowakischer Tischtennisspieler
- Miko, Young (* 1997), aus Puerto Rico stammende Sängerin und Komponistin
- Mikócziová, Irena (* 1945), tschechische Tischtennisspielerin
- Mikoff, Mare (* 1941), sowjetisch-estnische Bildhauerin und Hochschullehrerin
- Mikojan, Anastas (1895–1978), sowjetischer Politiker armenischer HerkunftAnastas Mikojan (1895–1978)

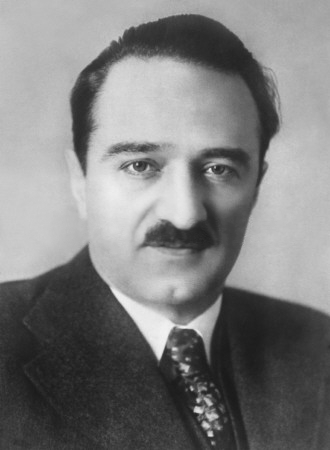
Anastas Mikojan (1895–1978)

- Mikojan, Artjom (1905–1970), sowjetischer Flugzeugkonstrukteur
- Mikojan, Matthau (* 1982), finnischer Rockmusiker
- Mikojan, Sergo (1929–2010), sowjetischer Historiker
- Mikojan, Stepan (1922–2017), sowjetischer Pilot und Generalleutnant
- Mikol, Jürgen (* 1942), deutscher Schauspieler
- Mikola, Ananda (* 1980), indonesischer Automobilrennfahrer
- Mikola, Frieda (1881–1958), österreichische Politikerin (ÖVP), Abgeordnete zum Nationalrat
- Mikolaitis, Gintautas (* 1959), litauischer Politiker (Seimas)
- Mikołaj z Chrzanowa († 1562), polnischer Organist und Komponist
- Mikołaj z Wilkowiecka († 1601), polnischer Paulinermönch und Autor
- Mikolaj, Aga (1971–2021), polnische Opernsängerin (Sopran)
- Mikolaj, Ján (* 1953), slowakischer Politiker
- Mikolajczak, Christian (* 1981), deutscher Fußballspieler
- Mikolajczak, Detlef (* 1964), deutscher Fußballspieler
- Mikołajczak, Małgorzata (* 1991), polnische Filmschauspielerin
- Mikołajczyk, Beata (* 1985), polnische Kanurennsportlerin
- Mikołajczyk, Helena (* 1968), polnische Biathletin
- Mikołajczyk, Jerzy (* 1947), polnischer  Radrennfahrer
- Mikołajczyk, Stanisław (1901–1966), polnischer Exilpremier, Mitglied des SejmStanisław Mikołajczyk (1901–1966)

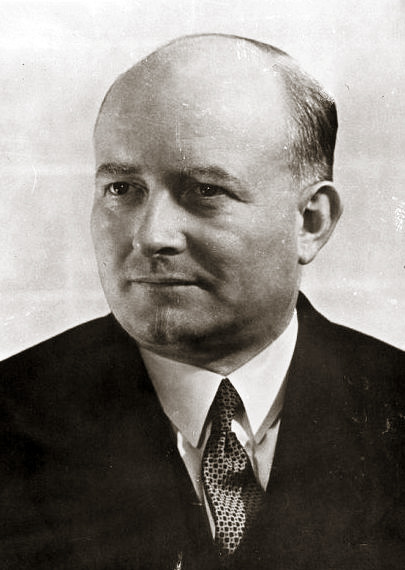
Stanisław Mikołajczyk (1901–1966)

- Mikołajewska, Krystyna (* 1939), polnische Schauspielerin, die in einigen DEFA-Filmen mitwirkte
- Mikolajick, Thomas (* 1963), deutscher Elektrotechnik-Ingenieur
- Mikołajków, Leokadia (1906–2004), polnische Krankenschwester und Gerechte unter den Völkern
- Mikolajová, Mária (* 1999), slowakische Fußballspielerin
- Mikolanda, Petr (* 1984), tschechischer Fußballspieler
- Mikolasch, Karol Henryk (1837–1888), galizischer Pharmazeut
- Mikolasch, Leopold (1920–1964), österreichischer Fußballspieler und Nationalspieler
- Mikolaschek, Sandra (* 1997), deutsche Tischtennisspielerin
- Mikolášik, Miroslav (* 1952), slowakischer Politiker (Kresťanskodemokratické hnutie), Mitglied des Nationalrats, MdEP
- Mikoleit, Klaus (* 1945), deutscher SchauspielerKlaus Mikoleit (* 1945)

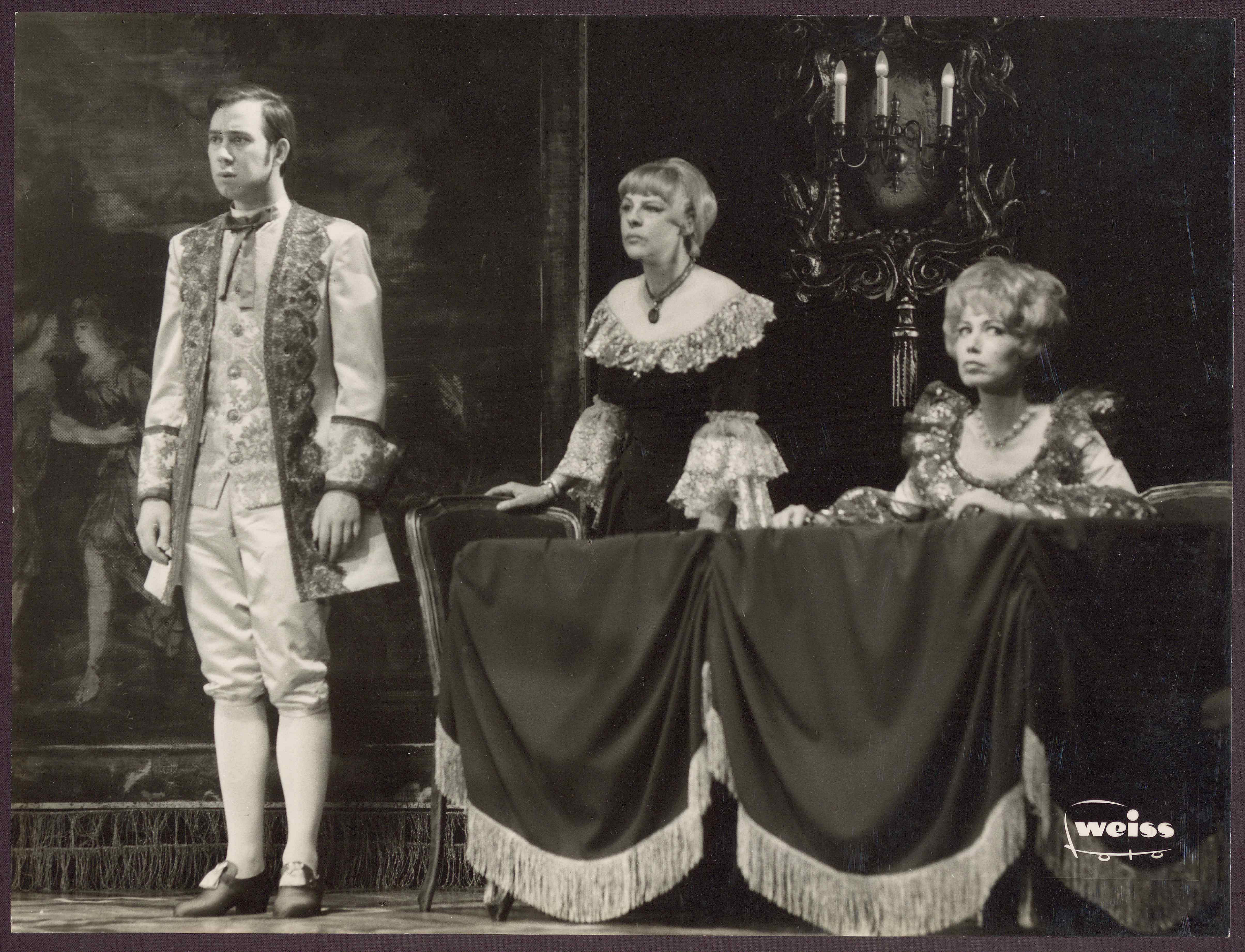
Klaus Mikoleit (* 1945)

- Mikoletzky, Hanns Leo (1907–1978), österreichischer Historiker und Archivar
- Mikoletzky, Lorenz (* 1945), österreichischer Archivar und Historiker
- Mikolič, Franc Jožef (1739–1793), römisch-katholischer Weihbischof in Laibach
- Mikolić, Mario (1937–2016), kroatischer Historiker, Ministre plénipotentiaire, Diplomat, Botschafter im Außenministerium der Republik Kroatien
- Mikoliūnas, Saulius (* 1984), litauischer Fußballspieler
- Mikon der Ältere, griechischer Maler der Antike
- Mikonya, Josef (1928–2006), ungarischer Schriftsteller
- Mikorey, Franz (1873–1947), deutscher Dirigent, Pianist, Komponist und Generalmusikdirektor
- Mikorey, Franz (1907–1986), deutscher Bildhauer
- Mikorey, Max (1850–1907), deutscher Opernsänger (Tenor)
- Mikorey, Max (1899–1977), deutscher Psychiater und Hochschullehrer
- Mikosch, Ernst (* 1949), deutscher Rechtswissenschaftler und Richter am Bundesarbeitsgericht
- Mikosch, Günter (* 1948), deutscher Fußballspieler
- Mikosch, Hans (1898–1993), deutscher Generalleutnant im Zweiten Weltkrieg
- Mikosch, Hans (* 1948), deutscher evangelischer Theologe, Regionalbischof der Evangelischen Kirche in Mitteldeutschland
- Míková, Barbara (* 1991), slowakische Grasskiläuferin
- Míková, Lucie (* 1994), tschechische Skispringerin
- Míková, Marka (* 1959), tschechische Schauspielerin und Sängerin
- Mikovec, Ferdinand Břetislav (1826–1862), tschechischer Theaterkritiker
- Mikovich, Jo (1940–2014), jugoslawischer, später serbischer Jazzmusiker (Tenorsaxophon, Piano, Arrangement, Komposition)
- Mikovics, Robert († 1894), österreichischer Architekt und Baumeister
- Mikoviny, Sámuel († 1750), ungarischer Mathematiker, Ingenieur und Kartograf

#### Mikr
- Mikrander, Georg Adolf von (1639–1723), preußischer Generalleutnant, Gouverneur von Kolberg, Gouverneur von Frankfurt an der Oder
- Mikroutsikos, Thanos (1947–2019), griechischer Komponist und Politiker
- Mikrut, Luka (* 2004), kroatischer Tennisspieler

#### Miks
- Miks, Georg (* 1969), österreichischer Bildhauer
- Miksa, Gerhard (* 1935), deutscher Fußballspieler
- Miksch, Erich (1901–1970), österreichischer Bankmanager
- Miksch, Hans (1846–1904), österreichischer Architekt
- Miksch, Hans-Peter (* 1954), deutscher Kurator
- Miksch, Johann Aloys (1765–1845), böhmischer Sänger (Tenor) und Gesangslehrer
- Miksch, Karl (1891–1965), österreichischer Politiker (SPÖ), Abgeordneter zum Nationalrat
- Miksch, Leonhard (1901–1950), deutscher Wirtschaftswissenschaftler und Hochschullehrer
- Miksch, Torsten (1965–2017), deutscher Politiker (DVU), MdL
- Miksch, Willy (1904–1992), österreichischer Arbeiterdichter und Schriftsteller
- Mikscha, Gerry (* 1971), österreichischer Politiker (FPÖ), Privatsekretär Jörg Haiders
- Miksche, Ferdinand Otto (1905–1992), tschechoslowakischer und französischer Offizier und Militärschriftsteller
- Mikschik, Emanuel (1798–1838), österreichischer Jurist, Botaniker und Pianist
- Mikser, Sven (* 1973), estnischer Politiker, Mitglied des Riigikogu, MdEP
- Mikšíček, Petr (* 1977), tschechischer Kulturwissenschaftler, Fotograf und Buchautor
- Mikšík, Jiří (* 1952), tschechoslowakischer Radrennfahrer
- Miksits, Michael (* 1981), österreichischer Fußballspieler und -trainer
- Mikson, Evald (1911–1993), estnischer Fußballspieler
- Miksu (* 1987), deutscher Musikproduzent
- Mikšys, Genadijus (* 1956), litauischer Politiker und Bürgermeister
- Mikšys, Žibuntas (1923–2013), litauisch-amerikanischer Druckgraphiker und Autor
- Mikšytė, Rasa (* 1968), litauische Badmintonspielerin
- Mikszáth, Kálmán (1847–1910), ungarischer Schriftsteller

#### Miku
- Mikučauskas, Darius (* 1966), litauischer Forstingenieur und Politiker von Kaišiadorys
- Mikuda, Alfred (1924–1991), deutscher Fußballspieler
- Mikue Ondo, Emilia (* 1984), äquatorialguineische Leichtathletin
- Mikula, Statthalter von Nowgorod (vor 1117)
- Mikula, Gerold (* 1943), österreichischer Sozialpsychologe
- Mikula, Johann (1900–1978), österreichischer Politiker (NSDAP), MdR
- Mikula, Jörg (* 1975), österreichischer Musiker (Schlagzeug, Perkussion, Komposition)
- Mikula, Oskar (1894–1971), österreichischer Politiker (ÖVP), Landtagsabgeordneter im Burgenland
- Mikula, Susan (* 1958), US-amerikanische Künstlerin und Photographin
- Mikuláš z Husi a Pístného († 1420), böhmischer Landadeliger, Hussitenpolitiker und Heeresführer
- Mikuláš, Milan (* 1963), tschechischer Leichtathlet
- Mikuláš, Peter (* 1954), slowakischer Opern- und Konzertsänger in der Stimmlage Bass
- Mikulasch, Willibald (* 1943), deutscher Fußballspieler
- Mikulášek, Oldřich (1910–1985), tschechischer Dichter
- Mikulášiková, Rebeka (* 1999), slowakische Basketballspielerin
- Mikulášková, Veronika (* 2000), tschechische Handballspielerin
- Mikuláss-Koch, Marcell (* 2002), österreichisch-ungarischer Volleyballspieler
- Mikulčić, Ema (* 1992), kroatische Tennisspielerin
- Mikulčík, Kamil (* 1977), slowakischer Sänger
- Mikulėnas, Gražvydas (* 1973), litauischer Fußballspieler
- Mikulėnienė, Danguolė (* 1952), litauische Sprachwissenschaftlerin, Lituanistin und Dialektologin
- Mikuli, Karol von (1819–1897), galizischer Komponist der Romantik
- Mikulić, Branko (1928–1994), jugoslawischer Politiker
- Mikulić, Ivan (* 1968), kroatischer Sänger
- Mikulić, Luka (* 1993), kroatischer Eishockeyspieler
- Mikulić, Marko (* 1994), kroatischer Fußballspieler
- Mikulic, Nico (* 2006), österreichischer Fußballspieler
- Mikulić, Tomislav (* 1982), kroatischer Fußballspieler
- Mikulić, Zoran (* 1965), kroatischer Handballspieler und -trainer
- Mikulicz, Hilde (1922–1997), österreichische Theater- und Filmschauspielerin
- Mikulicz, Johann von (1850–1905), deutsch-österreichischer Chirurg und Geheimrat in PreußenJohann von Mikulicz (1850–1905)

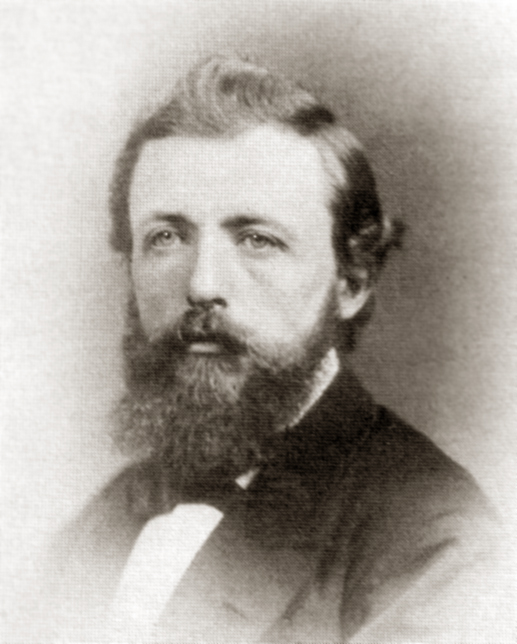
Johann von Mikulicz (1850–1905)

- Mikulicz, Stefan (* 1952), deutscher Politiker (CDU)
- Mikulicz, Valerian von (1855–1910), österreichischer General und Militärhistoriker
- Mikulicz-Radecki, Felix von (1892–1966), deutscher Gynäkologe und Hochschullehrer
- Mikulíková, Helena (* 1987), slowakische Fußballspielerin
- Mikulin, Alexander Alexandrowitsch (1895–1985), sowjetischer Triebwerkskonstrukteur
- Mikulin, Bernd (1942–2009), deutscher Verbandsfunktionär, Präsident des Deutschen Anglerverbandes
- Mikulits, Franz (1949–2018), österreichischer Politiker (SPÖ), Landtagsabgeordneter im Burgenland
- Mikulitsch, Alena (* 1977), belarussische Ruderin
- Mikulka, Vladimír (* 1950), tschechischer klassischer Gitarrist
- Mikulla, Tom (* 1969), deutscher SchauspielerTom Mikulla (* 1969)

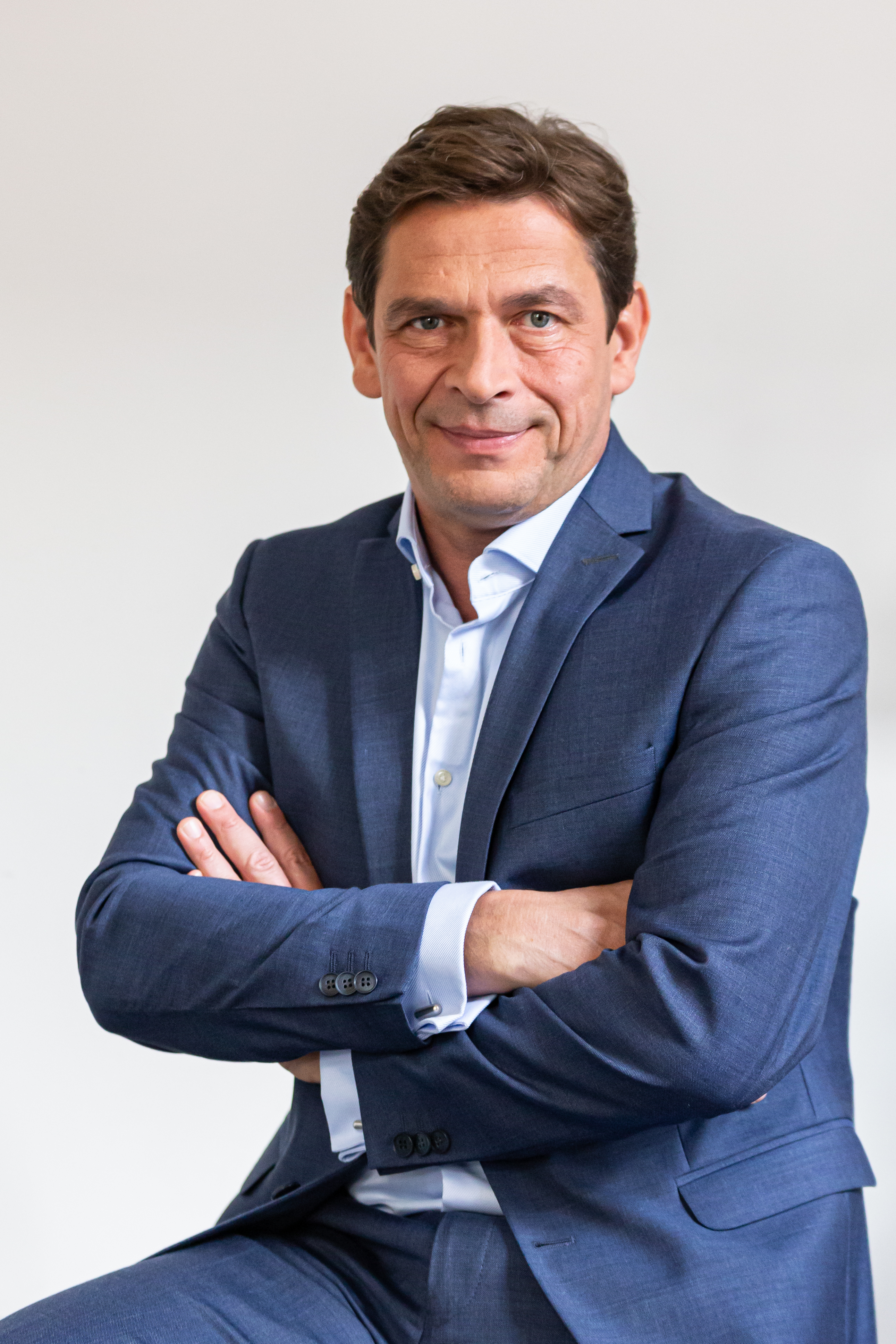
Tom Mikulla (* 1969)

- Mikulska, Aleksandra (* 1981), polnische Pianistin
- Mikulski, Barbara (* 1936), US-amerikanische Politikerin der Demokratischen Partei
- Mikulski, Kurt (1882–1958), deutscher Schauspieler
- Mikulski, Stanisław (1929–2014), polnischer Schauspieler
- Mikulskytė, Justina (* 1996), litauische Tennisspielerin
- Mikultschyk, Aleh (* 1964), belarussischer Eishockeyspieler
- Mikumo, Shōnosuke (1902–1982), japanischer Maler
- Mikunda, Christian (* 1957), österreichischer Autor
- Mikuni, Kennedy Egbus (* 2000), japanischer Fußballspieler
- Mikuni, Rentarō (1923–2013), japanischer Filmschauspieler
- Mikuni, Stevia Egbus (* 1998), japanischer Fußballspieler
- Mikunis, Samuel (1903–1982), kommunistischer israelischer Politiker und Knesset-Abgeordneter (1949–1974)
- Mikuriya, Kei (* 1977), japanischer Fußballspieler
- Mikuriya, Kunio, japanischer Jurist, Generalsekretär der Weltzollorganisation (WZO)
- Mikuriya, Takafumi (* 1984), japanischer Fußballspieler
- Mikus, Anja (* 1956), deutsche Bankmanagerin
- Mikúš, Juraj (* 1987), slowakischer Eishockeyspieler
- Mikuš, Juraj (* 1988), slowakischer Eishockeyspieler
- Mikus, Manuel (* 1999), liechtensteinischer Fussballspieler
- Mikuš, Matúš (* 1991), slowakischer Fußballspieler
- Mikuš, Peter (* 1985), slowakischer Eishockeyspieler
- Mikusch-Buchberg, Viktor von (1842–1911), preußischer General der Infanterie
- Mikuschek, Christoph (* 1988), deutscher Politiker (CDU), MdL Hessen
- Mikuschin, Michail Walerjewitsch (* 1978), mutmaßlicher Spion des russischen GRU
- Mikusiński, Jan (1913–1987), polnischer Mathematiker
- Mikuska, Drew (* 1994), US-amerikanischer Schauspieler
- Mikuskovics, Bernhard (* 1970), österreichischer Sänger, Obertonsänger, Multiinstrumentalist, Maler und Grafiker
- Mikutavičius, Marijonas (* 1971), litauischer Sänger, Musiker und Songwriter, Fernsehjournalist und Talkmaster
- Mikutienė, Dangutė (* 1966), litauische Politikerin
- Mikutina, Olga (* 2003), ukrainisch-österreichische Eiskunstläuferin
- Mikutis, Aivaras (* 2002), litauischer Radrennfahrer
- Mikutis, Andrius (* 1988), litauischer Basketballspieler
- Mikutis, Tomas (* 1993), litauischer Tischtennisspieler
- Mikutis, Zenonas (* 1961), litauischer Politiker
- Mikuž, Herman, slowenischer Astronom und Asteroidenentdecker

#### Mikv
- Mikva, Abner J. (1926–2016), US-amerikanischer Jurist und Politiker

#### Mikw
- Mikwauschk, Aloysius (* 1958), deutscher Politiker (CDU), MdL

#### Miky
- Mikyö Dorje (1507–1554), achter Lama in der Inkarnationsreihe der Karmapas
- Mikyska, Tomáš (* 2000), tschechischer Biathlet
- Mikythos, Grieche aus der Familie des Tyrannen Anaxilaos von Rhegion